# Universidad de Buenos Aires
La Universidad de Buenos Aires (UBA) es una universidad pública argentina con sede en la ciudad de Buenos Aires. Fue fundada el 12 de agosto de 1821 por el gobernador de la provincia de Buenos Aires, Martín Rodríguez, y su ministro de gobierno, Bernardino Rivadavia. La UBA es la mayor universidad de Argentina y está considerada uno de los centros de estudios más prestigiosos de América. En el ranking 2024, ocupa el lugar 71 en la Clasificación mundial de universidades QS, que la ubica como una de las mejores universidades de Iberoamérica con base en su calidad de enseñanza, su nivel de investigación y su internacionalización. Cerca del 30 % de la investigación científica del país se realiza en sus 72 institutos de investigación. Cinco ganadores argentinos del Premio Nobel han sido estudiantes y/o profesores de esta universidad (Carlos Saavedra Lamas, Bernardo Houssay, Luis Federico Leloir, Adolfo Pérez Esquivel y César Milstein) y dieciséis presidentes egresaron de la UBA, de los que Alberto Fernández fue el último.
Según las bases de su estatuto universitario, «es una entidad de derecho público que tiene como fines: la promoción, la difusión y la preservación de la cultura [...] estando en contacto directo y permanente con el pensamiento universal y prestando particular atención a los problemas argentinos».
Como las otras universidades nacionales argentinas, es no arancelada (depende financieramente del Estado argentino), pero es autónoma, libre y laica. Al ser autónoma, tiene su propio sistema de gobierno, formado desde la Reforma Universitaria de 1918 por un concejo formado por representantes de profesores, estudiantes y graduados. La libertad de cátedra promueve que haya más de una que dicte cada materia y los docentes asumen a través de un mecanismo de concurso y evaluación por jurados.
Está conformada por trece facultades, seis establecimientos de educación secundaria, ocho centros universitarios regionales, el Centro Cultural Ricardo Rojas, la Editorial Universitaria de Buenos Aires, el Cine Cosmos, 22 museos y cinco unidades asistenciales.
Cuenta con un total de 110 carreras de grado y 116 títulos derivados de aquellas (que constituyen un tercer nivel en la enseñanza), además de 550 carreras de posgrado que son de cuarto nivel (especializaciones y maestrías), de quinto nivel (doctorados) y de sexto nivel (posdoctorados). El ingreso a la universidad es irrestricto, aunque desde 1985 el primer año de todas las carreras lo constituye el Ciclo Básico Común (CBC), que debe ser aprobado antes de poder ingresar a la carrera correspondiente.

## Composición

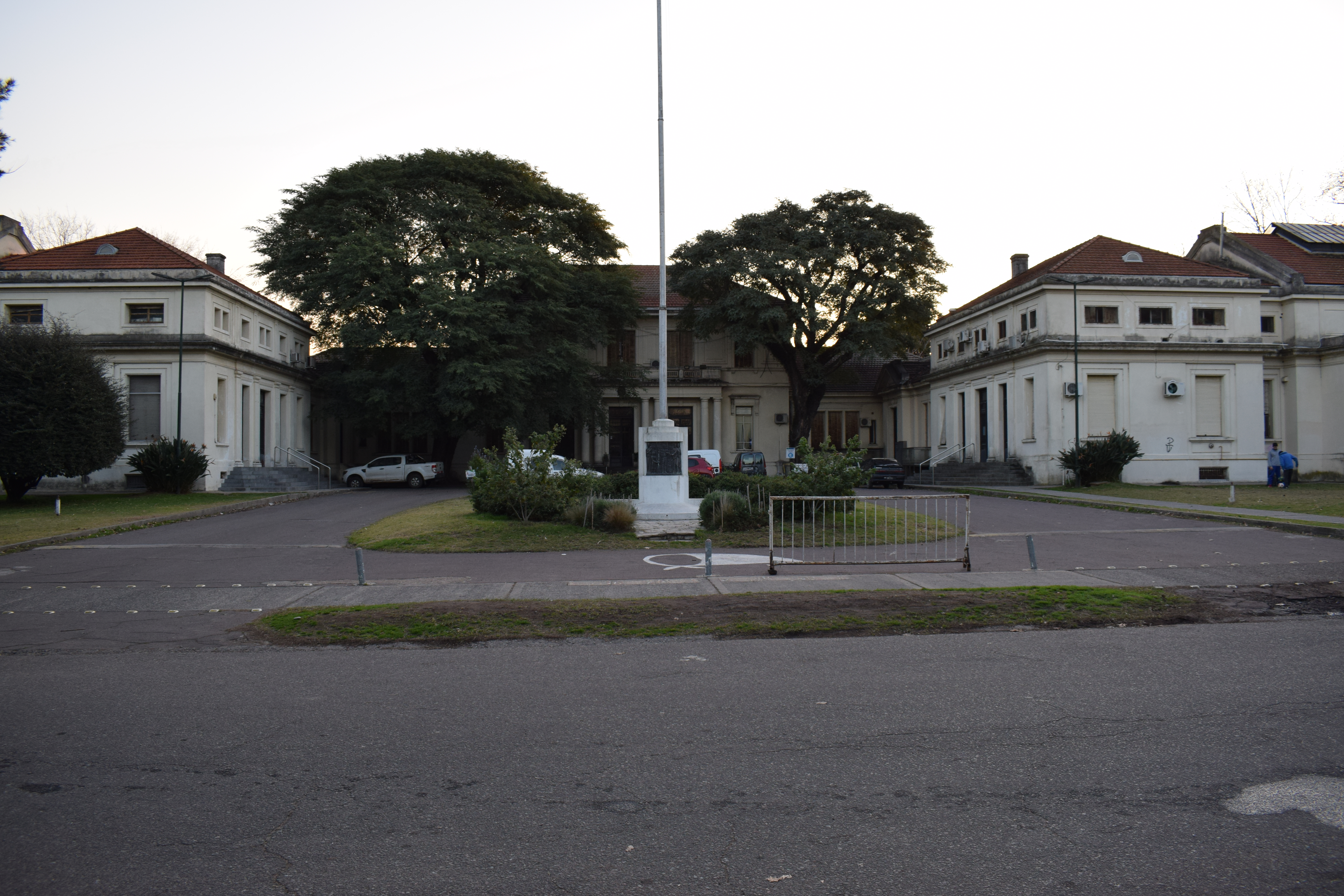
Facultad de Agronomía

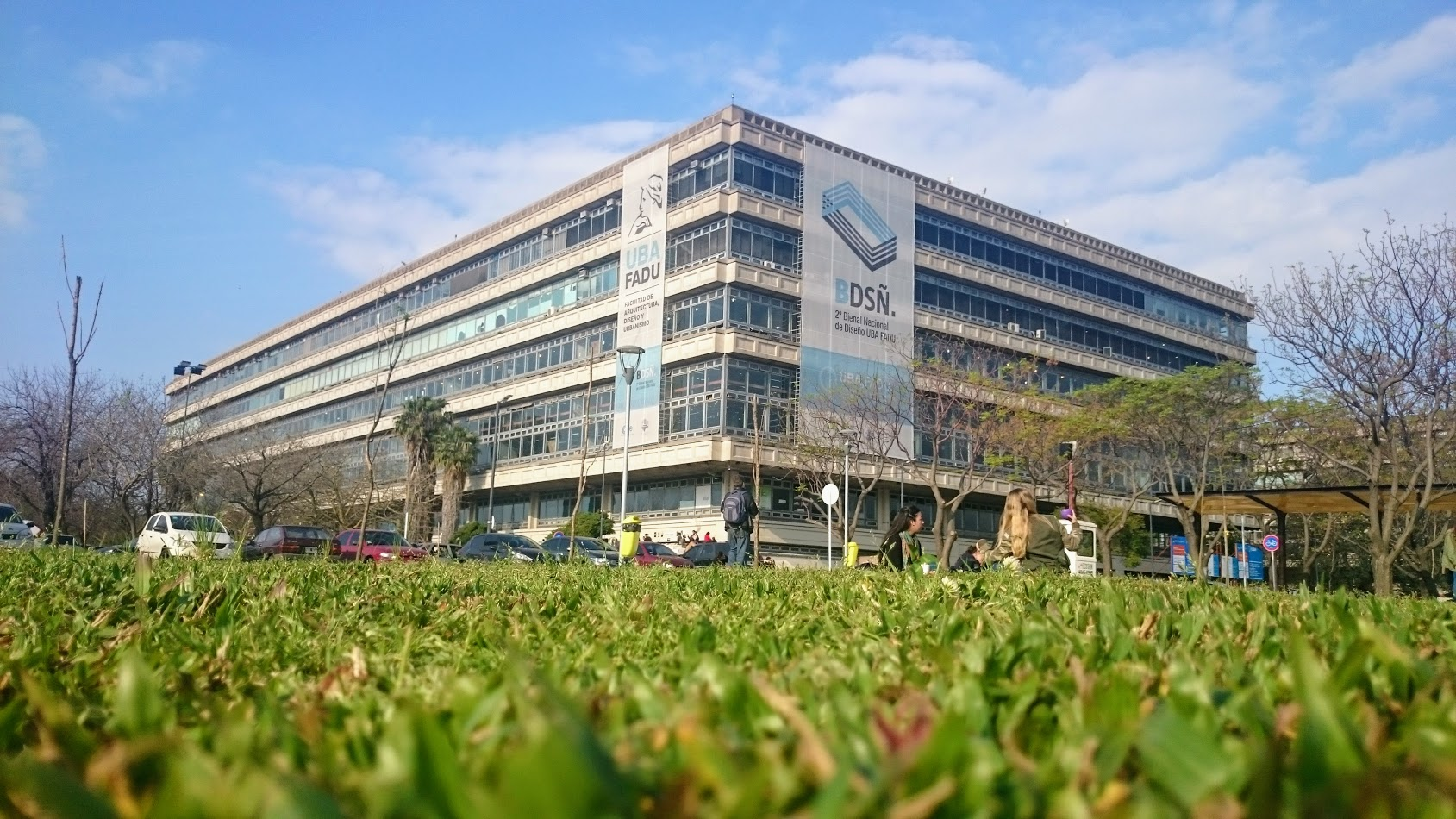
Facultad de Arquitectura, Diseño y Urbanismo

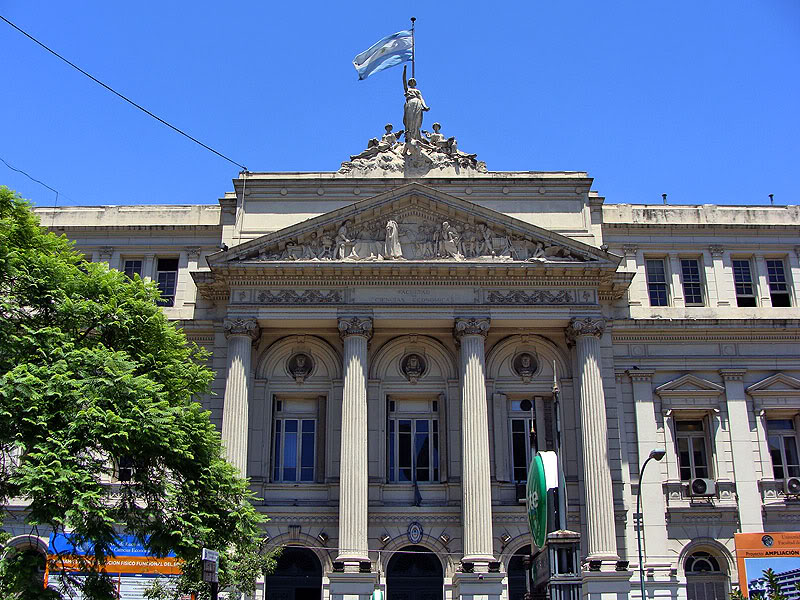
Facultad de Ciencias Económicas

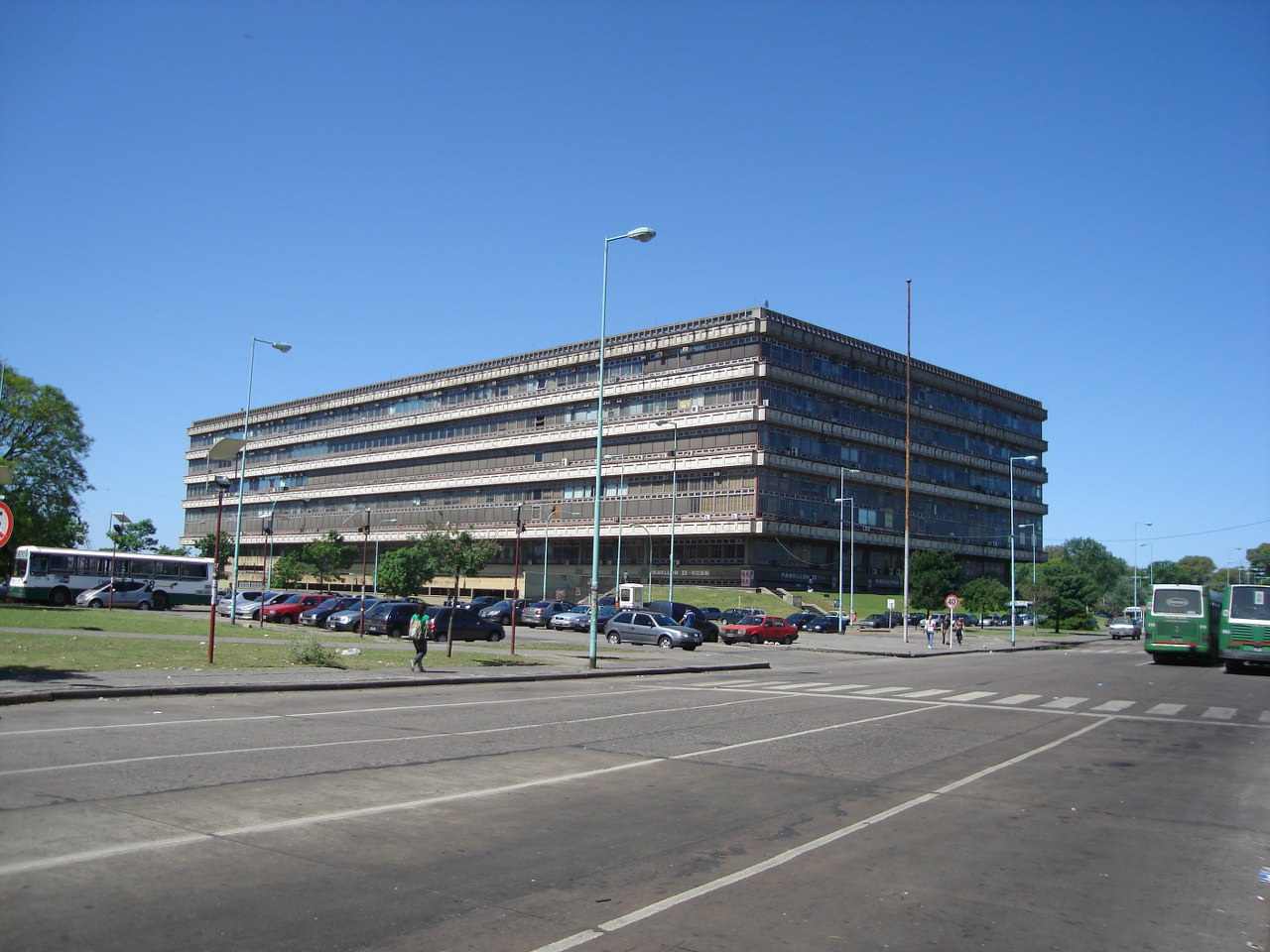
Facultad de Ciencias Exactas y Naturales

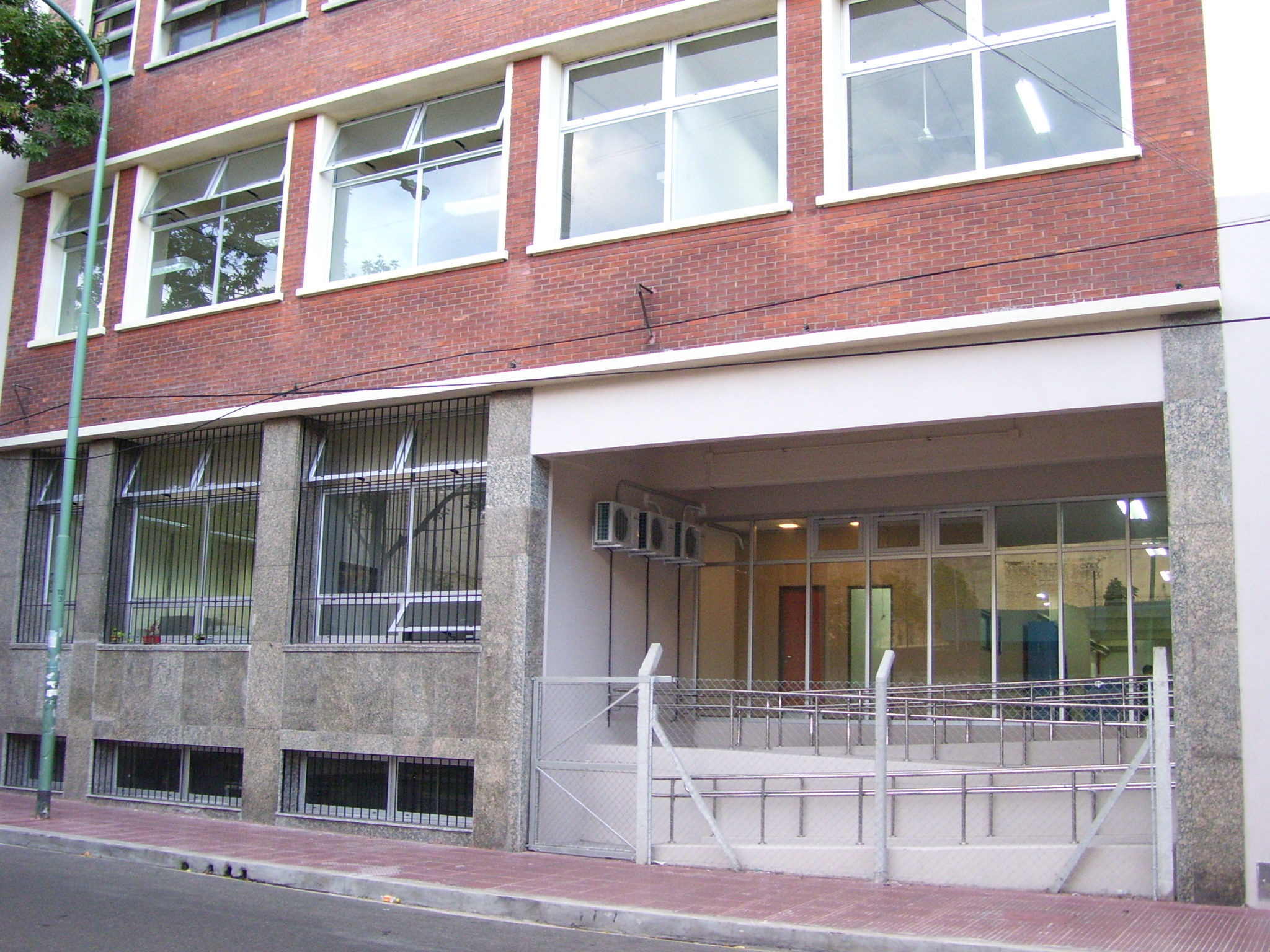
Facultad de Ciencias Sociales

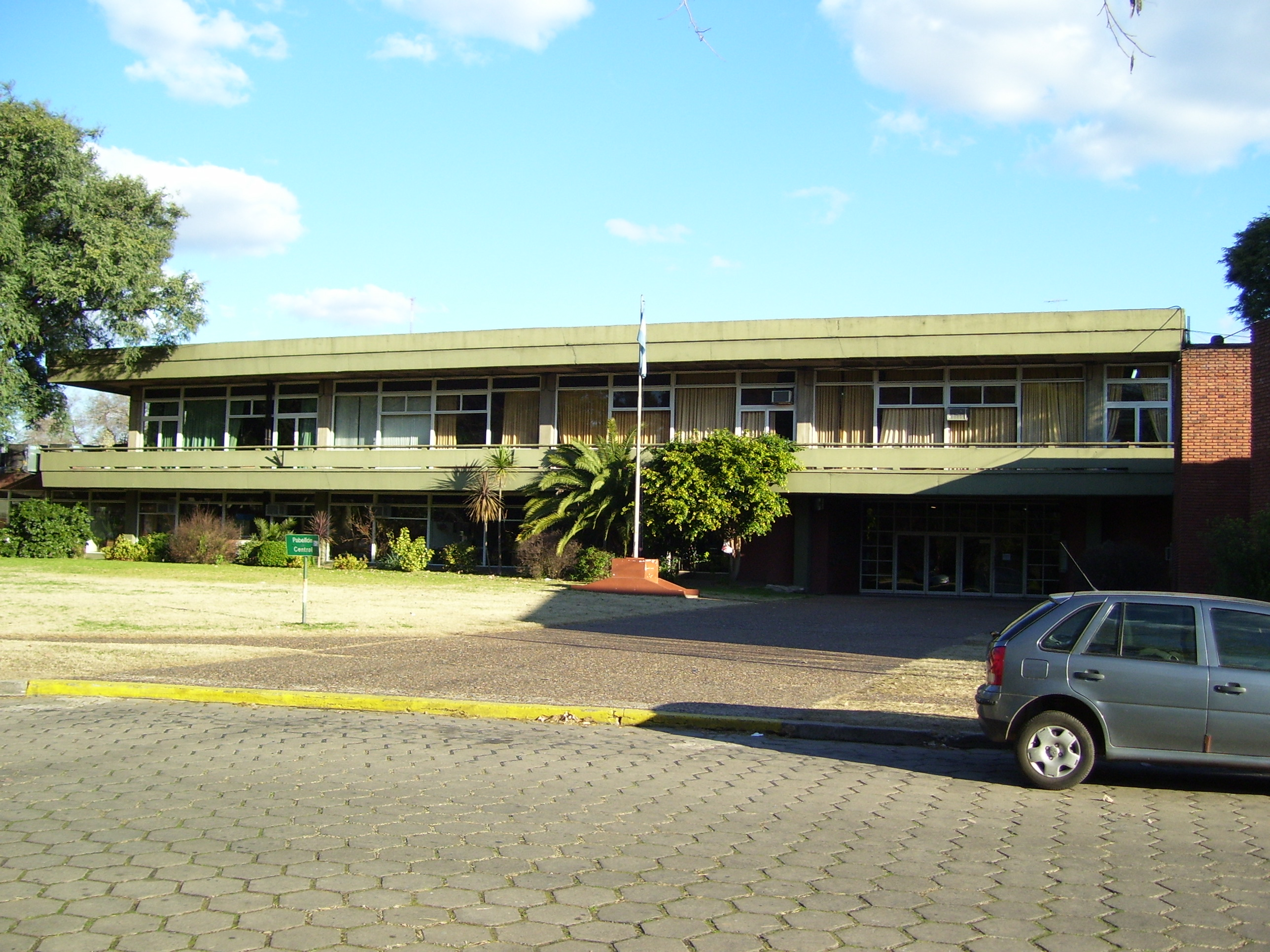
Facultad de Ciencias Veterinarias

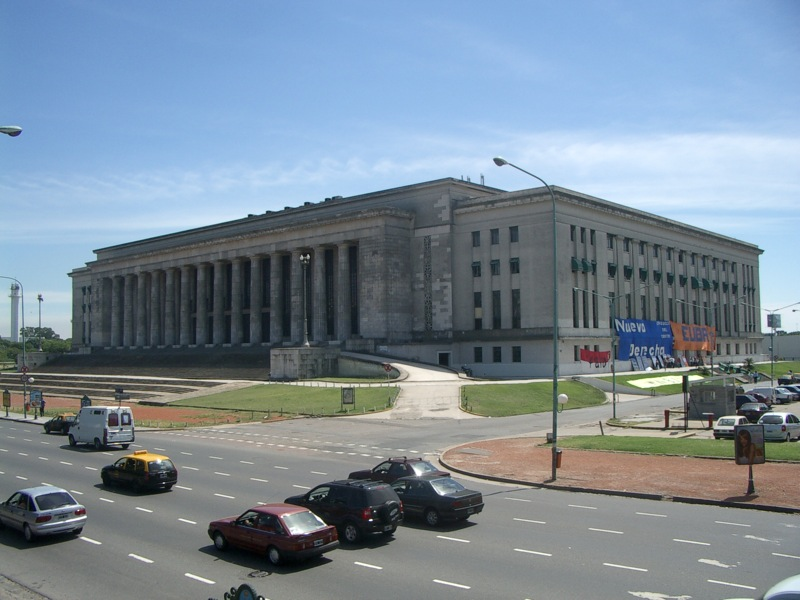
Facultad de Derecho

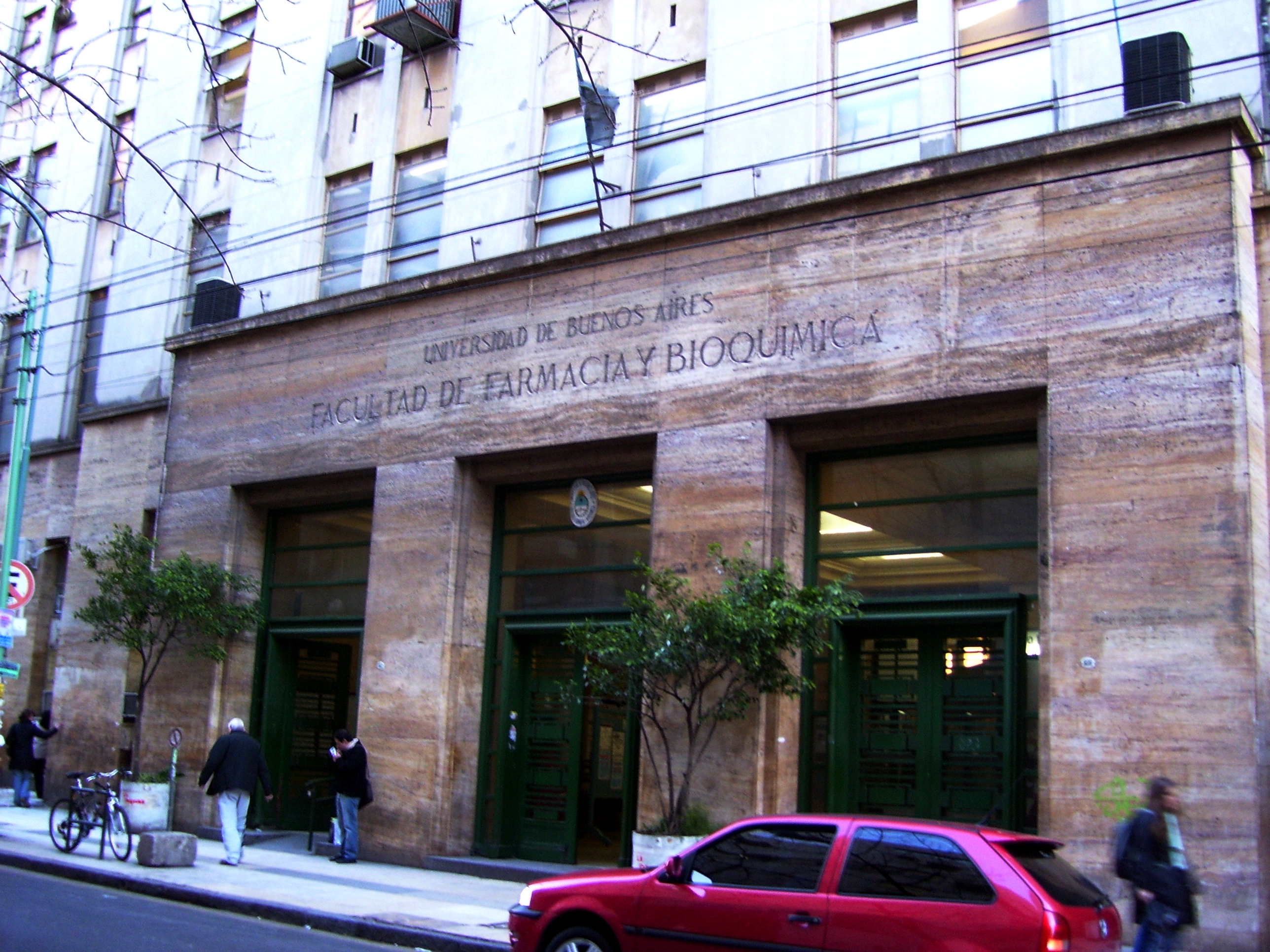
Facultad de Farmacia y Bioquímica

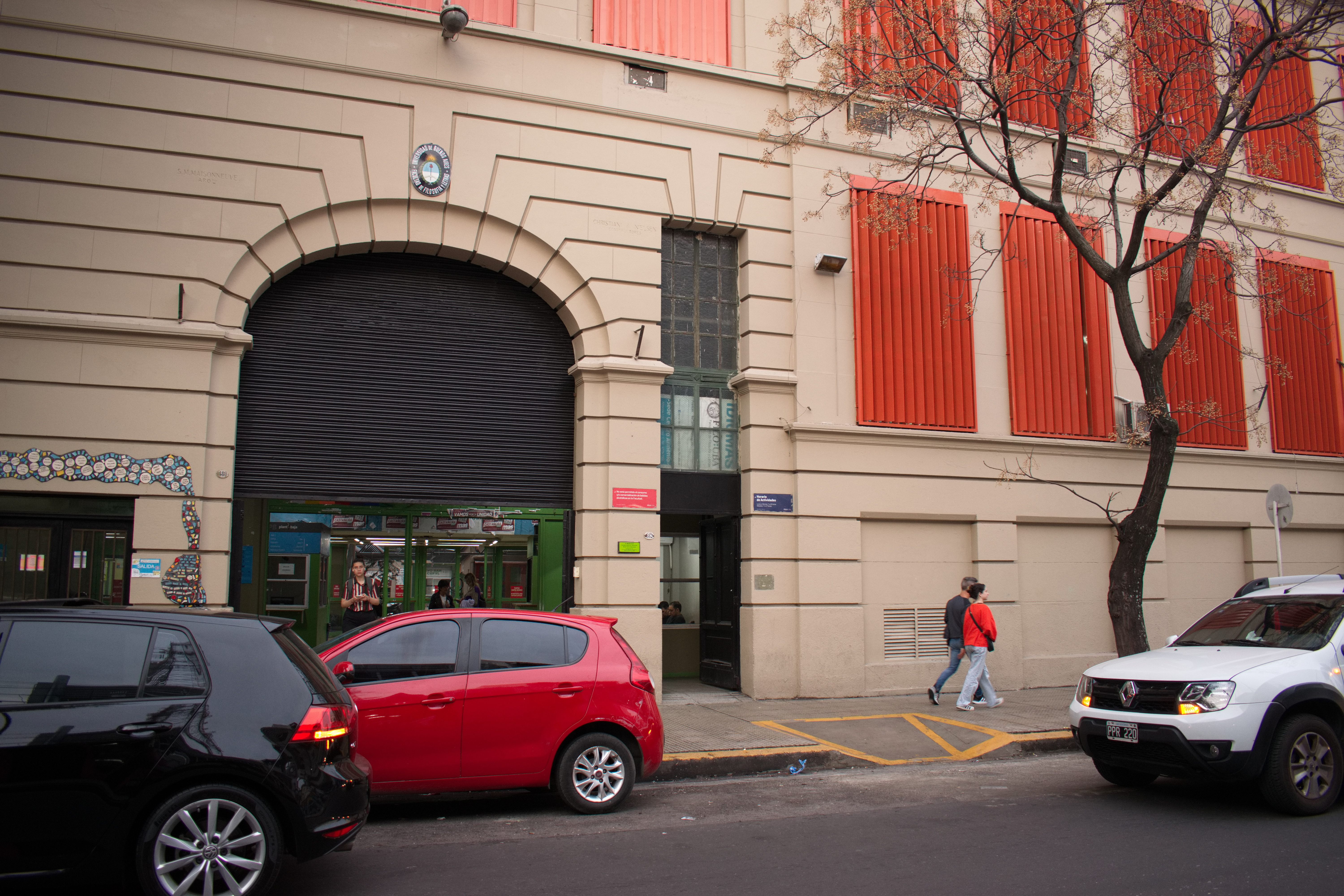
Facultad de Filosofía y Letras

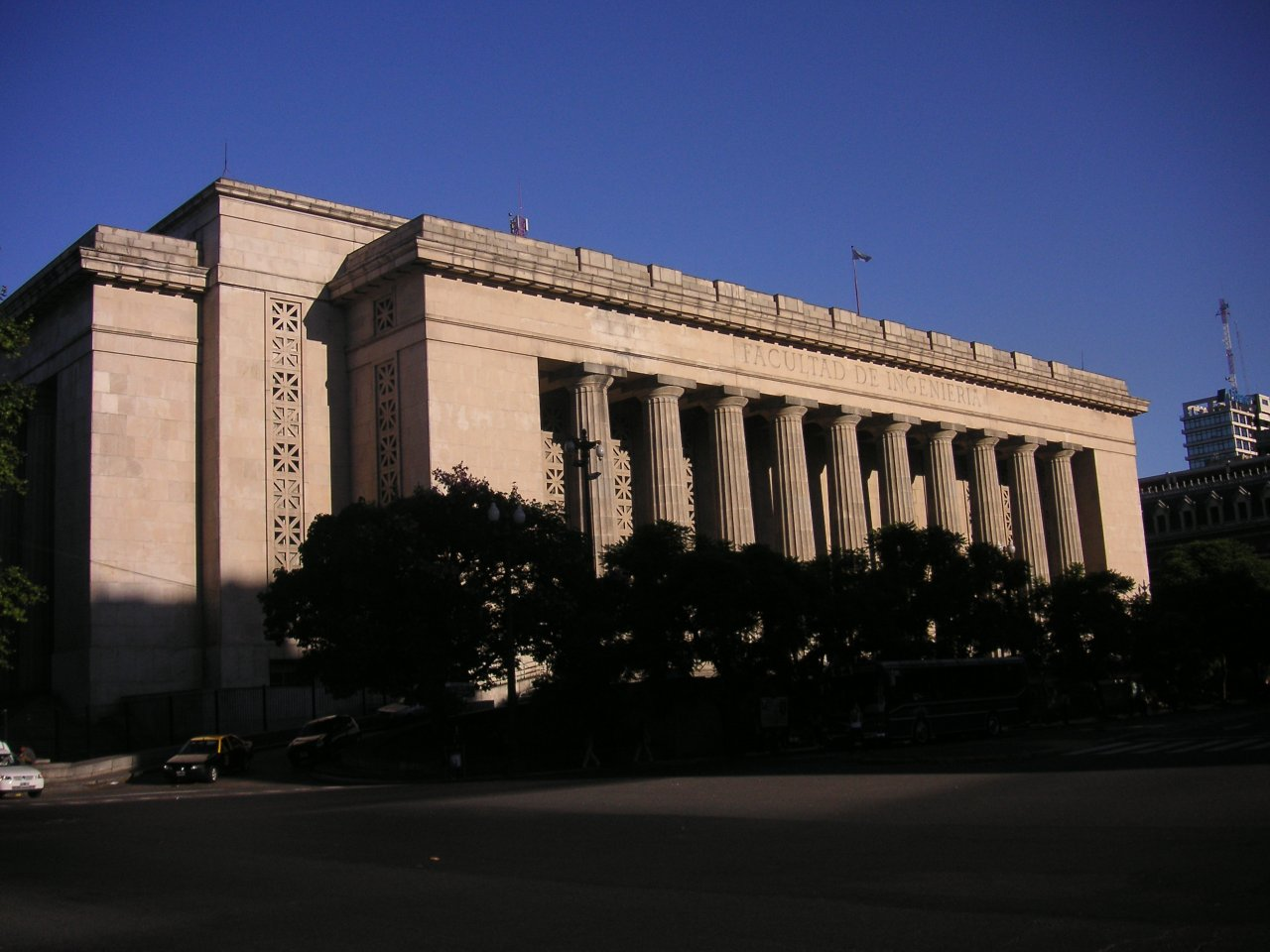
Facultad de Ingeniería (sede Paseo Colón)

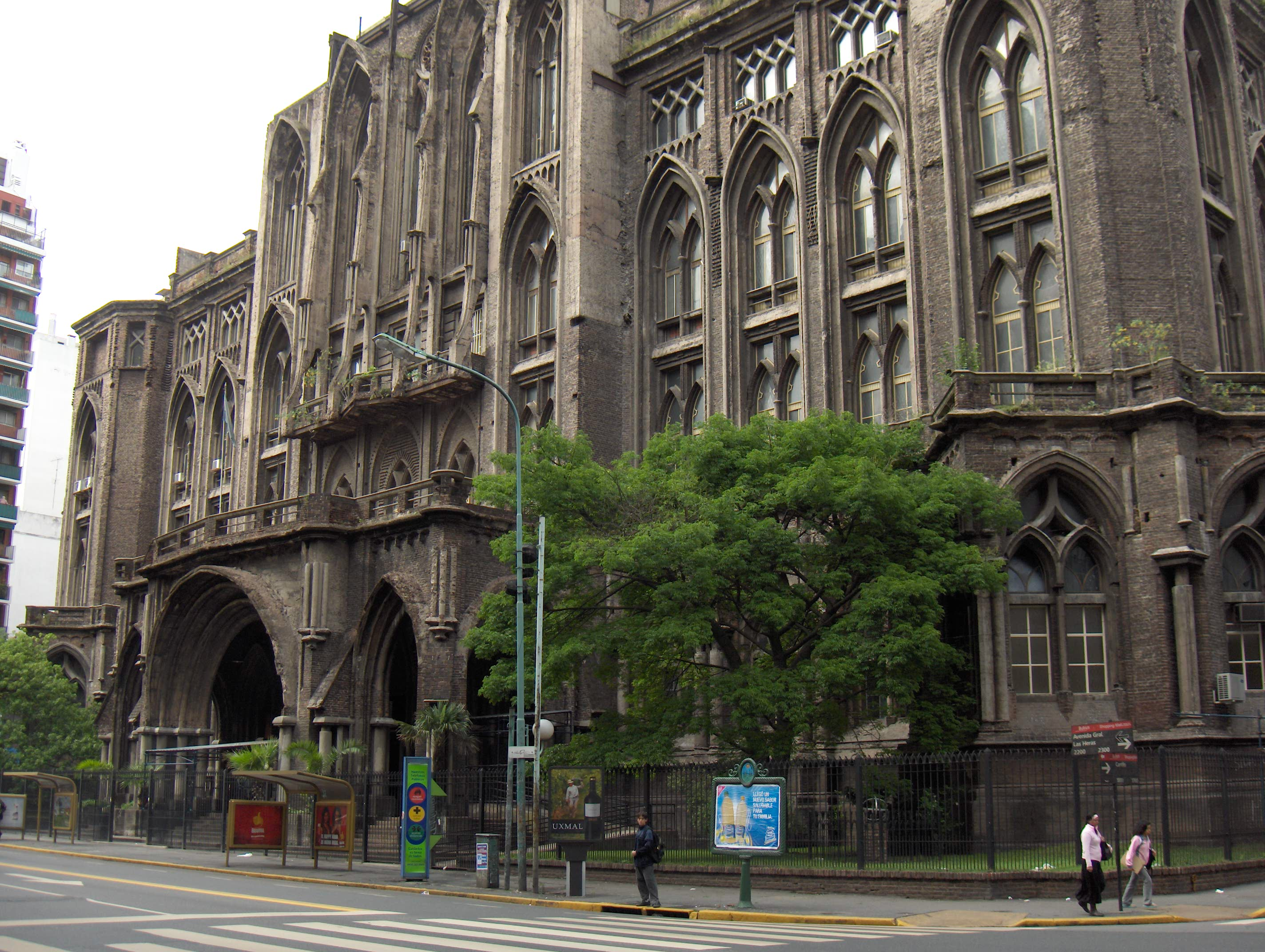
Facultad de Ingeniería (sede Av. Las Heras)

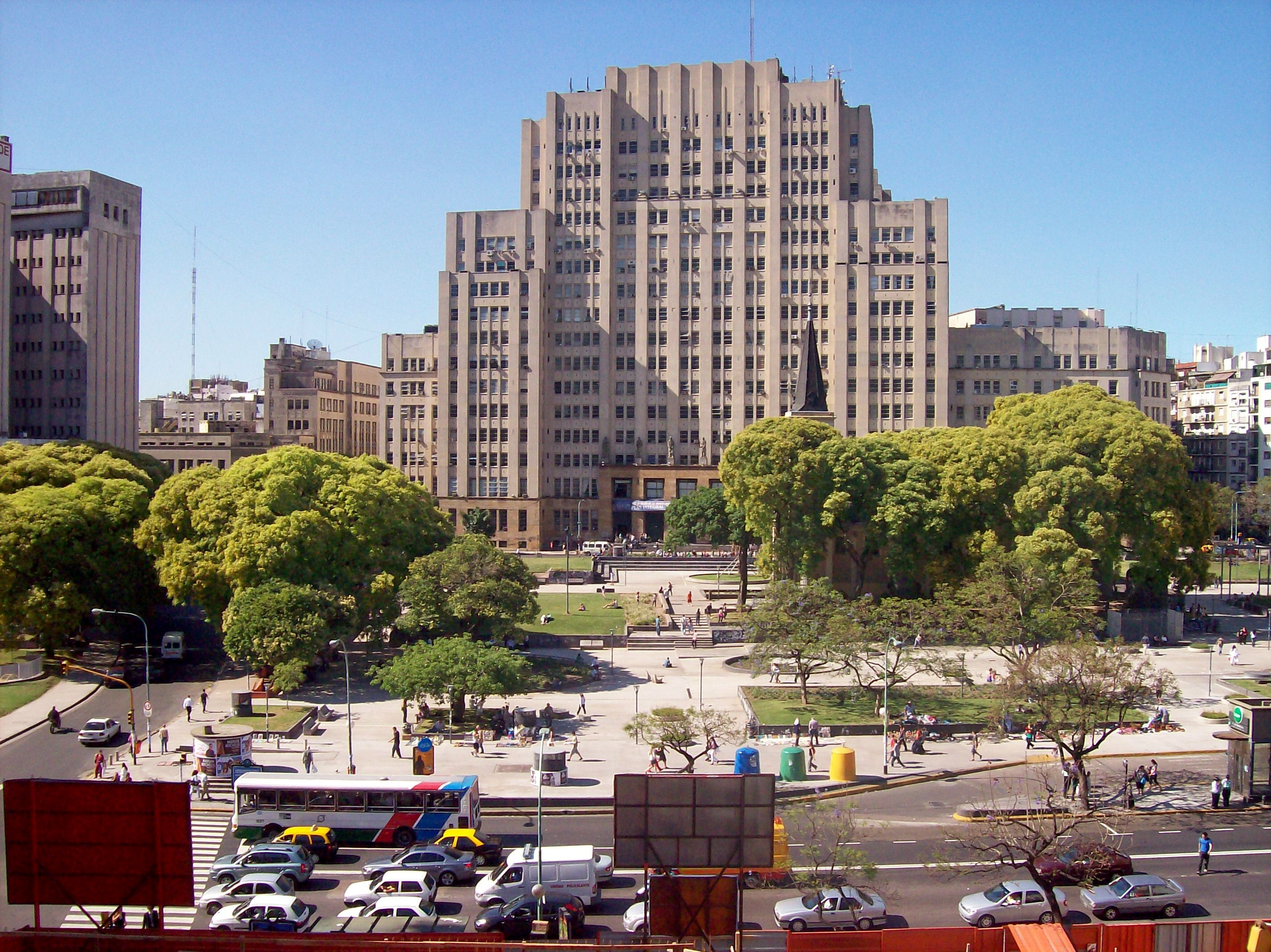
Facultad de Ciencias Médicas

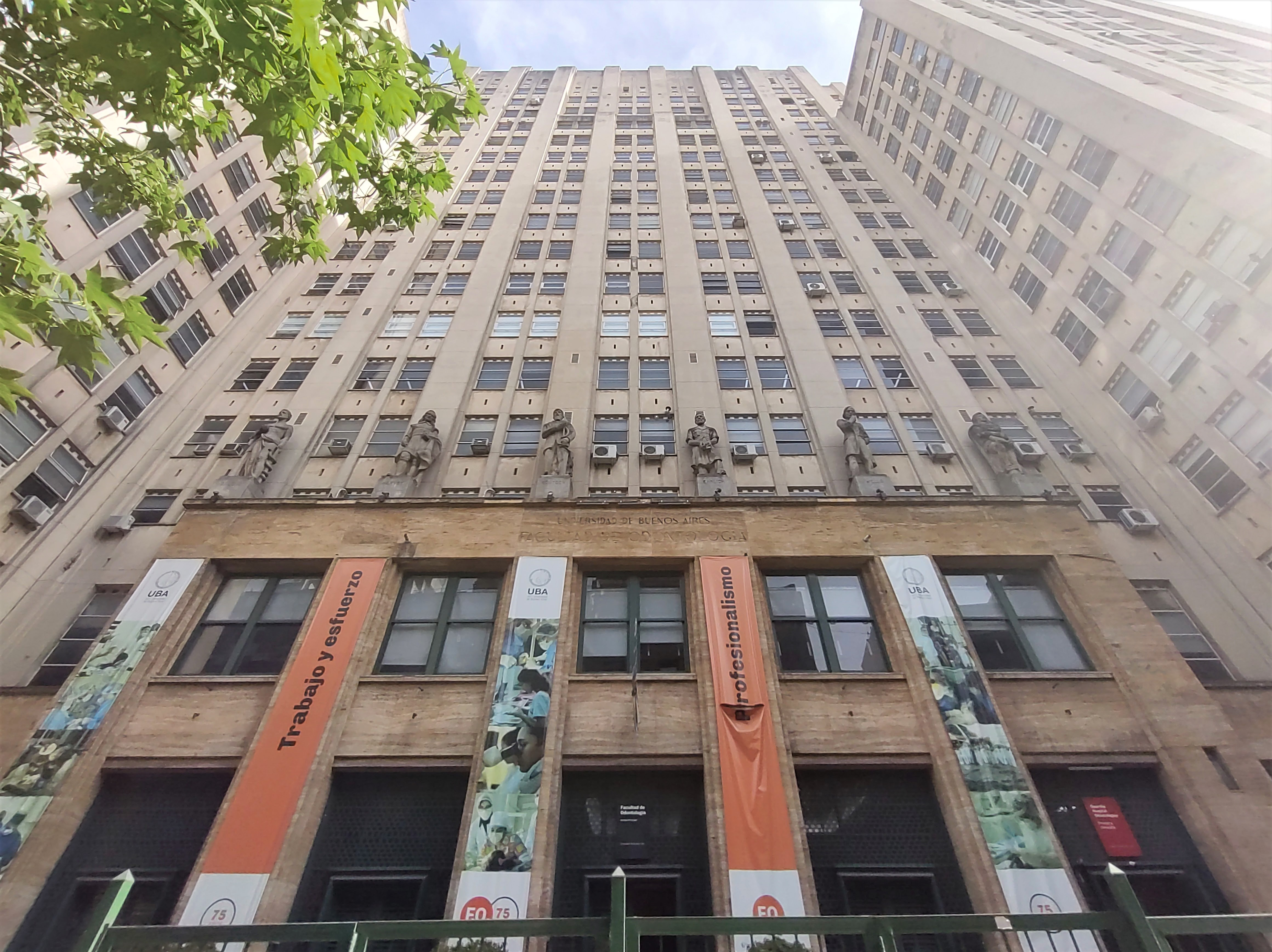
Facultad de Odontología

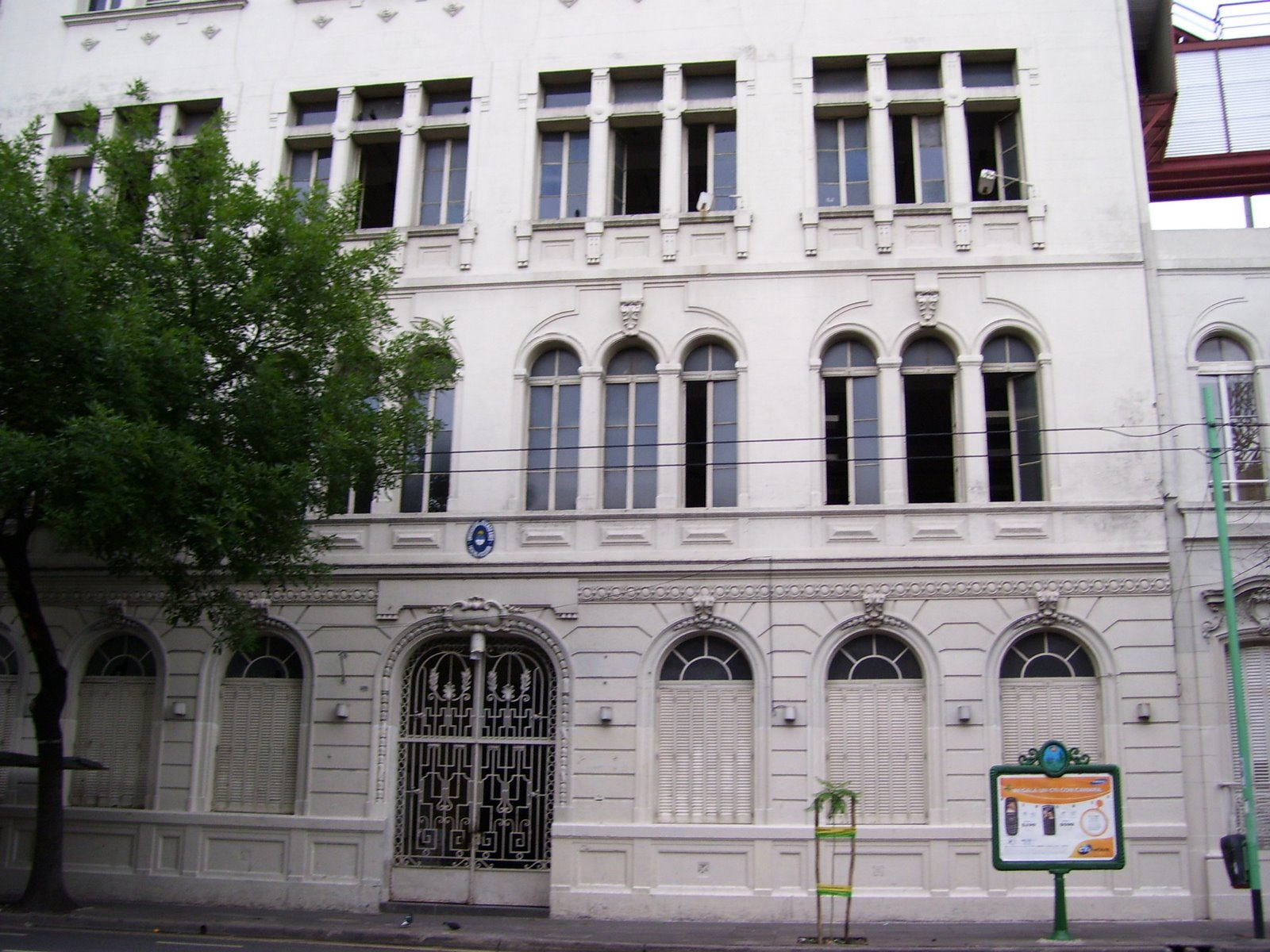
Facultad de Psicología

### Facultades
- Facultad de Agronomía (1972) (1909, como Facultad de Agronomía y Veterinaria)
- Facultad de Arquitectura, Diseño y Urbanismo (1947)
- Facultad de Ciencias Económicas (1913)
- Facultad de Ciencias Exactas y Naturales (1891)
- Facultad de Ciencias Médicas (1822)
- Facultad de Ciencias Sociales (1988)
- Facultad de Ciencias Veterinarias (1972) (1909, como Facultad de Agronomía y Veterinaria)
- Facultad de Derecho (1821)
- Facultad de Farmacia y Bioquímica (1957)
- Facultad de Filosofía y Letras (1896)
- Facultad de Ingeniería (1952)
- Facultad de Odontología (1947)
- Facultad de Psicología (1985)

### Carreras
En la Universidad de Buenos Aires se dictan ochenta y siete carreras de grado:
- Abogacía
- Actuario
- Administración
- Arquitectura
- Artes
- Bibliotecología y Ciencia de la Información
- Bioquímica
- Bioterios
- Calígrafo Público
- Ciencia Política
- Ciencia y Tecnología de Alimentos
- Ciencias Ambientales
- Ciencias Antropológicas
- Ciencias Biológicas
- Ciencias de la Atmósfera
- Ciencias de la Computación
- Ciencias de la Comunicación
- Ciencias de Datos
- Ciencias de la Educación
- Ciencias Físicas
- Ciencias Geológicas
- Ciencias Matemáticas
- Ciencias Químicas
- Ciencias Veterinarias
- Construcciones Navales
- Contador Público
- Cosmetología facial y corporal
- Diseño de Imagen y Sonido
- Diseño de Indumentaria
- Diseño Gráfico
- Diseño Industrial
- Diseño Textil
- Economía
- Economía y Administración Agraria
- Edición
- Enfermería
- Farmacia
- Filosofía
- Floricultura
- Fonoaudiología
- Geografía
- Gestión de Agroalimentos
- Hemoterapia e inmunohematología
- Historia
- Ingeniería Civil
- Ingeniería de Alimentos
- Ingeniería Electricista
- Ingeniería Electrónica
- Ingeniería en Agrimensura
- Ingeniería en Informática
- Ingeniería en Petróleo[14]
- Ingeniería Industrial
- Ingeniería Mecánica
- Ingeniería Naval y Mecánica
- Ingeniería Química
- Instrumentación Quirúrgica
- Jardinería
- Kinesiología y Fisiatría
- Letras
- Martillero y Corredor Público Rural
- Medicina
- Medicina Nuclear
- Musicoterapia
- Nutrición
- Obstetricia
- Oceanografía
- Odontología
- Óptica y Contactología
- Paleontología
- Planificación y Diseño del Paisaje
- Podología
- Prácticas cardiológicas
- Producción Animal, con orientación en equinos, rumiantes, porcinos o aves
- Producción de Bioimágenes (Radiología: Carrera intermedia)
- Producción Vegetal Orgánica
- Psicología
- Relaciones del Trabajo
- Sistemas de Información de las Organizaciones
- Sociología
- Terapia Ocupacional
- Trabajo Social
- Traductorado Público
- Turismo Rural

### Escuelas preuniversitarias
- Colegio Nacional de Buenos Aires (1863)
- Escuela Superior de Comercio Carlos Pellegrini (1890)
- Instituto Libre de Segunda Enseñanza (avalada por la UBA; 1892)
- Escuela de Educación Técnico Profesional de nivel medio en Producción Agropecuaria y Agroalimentaria (Facultad de Ciencias Veterinarias, 2009)
- Escuela de Educación Técnica de Villa Lugano (2014)
- Colegio Preuniversitario Ramón Cereijo (2020)

### Campus
La Universidad de Buenos Aires nació en la Manzana de las Luces, un conjunto de edificios que pertenecían al convento de los jesuitas construido a partir de 1712 y expropiado luego de 1767, cuando los reyes de España expulsaron a la orden de América. Las construcciones coloniales habían pasado así del virreinato a manos del Gobierno de las Provincias Unidas, que las entregó a la nueva universidad para que comenzara las clases en 1821.
En ese núcleo fundacional, ubicado en la calle Perú 222 y edificios vecinos, se establecieron los primeros departamentos y futuras facultades, que fueron mudándose a edificios propios a medida que la cantidad de estudiantes y la necesidad de espacios para las clases fue haciendo inevitable la construcción de edificios adecuados. La Facultad de Derecho se mudó a Moreno 350 en 1878, la Facultad de Medicina estrenó su sede propia en Avenida Córdoba 2180 en 1895 y el rectorado y Facultad de Filosofía y Letras se mudaron a una antigua residencia familiar en la calle Viamonte 430.
La Facultad de Agronomía y la de Veterinaria contaron, desde su fundación en 1909, con un extenso campo en el barrio de Agronomía, mientras la Facultad de Derecho construía su nuevo edificio de estilo neogótico en 1912, un proyecto ambicioso que remataría con una torre de 120 metros de altura y nunca pudo ser terminado por problemas presupuestarios y estructurales. Pocas décadas después, se mudó definitivamente a su actual sede en Avenida Figueroa Alcorta 2263, un edificio neoclásico inaugurado en 1949. La Facultad de Medicina se trasladó en 1944 a un rascacielos art decó frente a la actual Plaza Houssay, cerca de la Facultad de Ciencias Económicas, la de Farmacia y la de Odontología.
A fines de la década de 1930, comenzó a discutirse un proyecto para la construcción de una Ciudad Universitaria. Entre otras propuestas, se consideró un extenso terreno ganado al río que ocuparía el Parque de la Raza en Costanera Norte, pero no fue aprovechado y terminó usándose para instalar el Aeroparque Jorge Newbery pocos años después.
A finales de la década de 1950, el presidente Arturo Frondizi y su hermano rector de la UBA Risieri Frondizi dieron un impulso serio al proyecto de una Ciudad Universitaria para concentrar a las dispersas facultades, muchas de las cuales ocupaban de manera precaria edificios pequeños e inadecuados. A partir de 1961, la Facultad de Ciencias Exactas y Naturales comenzó el traslado al futuro campus, cuya construcción quedó paralizada a mediados de la década siguiente, cuando solo se había concretado también la mudanza de Arquitectura.
Por aquellos años, la Universidad contaba además con terrenos cercanos a la Facultad de Derecho, que pensaban utilizarse para instalar otras facultades en la Avenida Figueroa Alcorta, pero en 1972 el Rectorado hizo un canje muy poco favorable con la Municipalidad de Buenos Aires, en el que intercambió estos lotes estratégicos por el título de propiedad del edificio de Moreno 350, hoy Museo Etnográfico.
La Manzana de las Luces siguió siendo sede de las facultades de Ciencias Exactas y Naturales hasta que en 1971 Exactas fue la última en trasladarse. Desde ese momento, los edificios jesuitas fueron recuperados y transformados en un museo y centro cultural. Por otra parte, la UBA abandonó desde esa época cualquier plan integral de obras edilicias, limitándose a adquirir, remodelar o alquilar edificios de manera provisoria a medida que la cantidad de estudiantes exigían más espacio para las distintas facultades, y el estado de crisis edilicia creció en las últimas décadas del siglo xx.
Entre las últimas obras de gran escala realizadas por la Universidad se encuentran la ampliación de la Facultad de Ciencias Económicas (inaugurada en 2011), el edificio único para la Facultad de Ciencias Sociales, en habilitación por etapas desde 2007. y el nuevo edificio para ampliar la Facultad de Ciencias Exactas y Naturales llamado 0 más infinito.
A pesar de no contar con un campus per se que aglutine a todas sus facultades, cuenta con dos terrenos que agrupan a varias de sus entidades académicas.
- Ciudad Universitaria: ubicada en el barrio porteño de Núñez, está dividida en cuatro edificios (pabellones) donde se cursa la totalidad de las carreras correspondientes a las facultades de Arquitectura, Diseño y Urbanismo y de Ciencias Exactas y Naturales. Se desarrollan también actividades de la Facultad de Ingeniería y es una de las quince sedes del CBC. También se asientan allí diversos edificios de institutos de investigación científica y tecnológica.

- Centro Universitario Regional Paternal: en el predio, ubicado en el límite entre los barrios de La Paternal y Agronomía, se encuentran las facultades de Agronomía y de Ciencias Veterinarias. También es sede del CBC.

### Sedes
Cuenta con veinticinco sedes (la mayoría de ellas corresponden a centros regionales), cuyo objetivo es acercar la universidad a los estudiantes e incrementar su presencia en la ciudad, y se enmarcan en la política de descentralización y regionalización de la UBA. En ellas se cursa el CBC y las primeras materias de algunas carreras de grado:
- Sede 1: Rector José Luis Romero "Montes de Oca" (ex paseo Colón) Barracas
- Sede 2: Ciudad Universitaria, Núñez
- Sede 4: Centro Universitario Regional Sur Avellaneda, Sarandí (Avellaneda, provincia de Buenos Aires)
- Sede 5: Rector Leónidas Anastasi "Drago", Villa Urquiza
- Sede 6: Centro Universitario Regional Norte "San Isidro", Martínez (San Isidro, provincia de Buenos Aires)
- Sede 7: Profesor Alberto Fernández "Ramos Mejía" (ex "Bulnes", "Tucumán" y "Uriburu"), Caballito
- Subsede 8: "Puan", Facultad de Filosofía y Letras, Caballito
- Sede 10: Centro Universitario Regional Paternal "Norberto Rodríguez Bustamante", Paternal
- Sede 13: Centro Universitario Regional Saladillo, Saladillo (Saladillo, provincia de Buenos Aires)
- Sede 14: Centro Universitario Regional Escobar, Belén de Escobar (Escobar, provincia de Buenos Aires)
- Sede 21: Centro Universitario Regional Mercedes "Saturnino Unzué", Mercedes (Mercedes, provincia de Buenos Aires)
- Sede 27: Centro Universitario Regional Baradero, Baradero (Baradero, provincia de Buenos Aires)
- Sede 28: Centro Universitario Regional Moreno, Moreno (Moreno, provincia de Buenos Aires)
- Sede 29: Centro Universitario Regional San Miguel, San Miguel (San Miguel, provincia de Buenos Aires)
- Sede 30: Centro Universitario Regional Bragado, Bragado (Bragado, provincia de Buenos Aires)
- Sede 31: Centro Universitario Chivilcoy, Chivilcoy (Chivilcoy, provincia de Buenos Aires)
- Sede 32: Centro Regional Pilar, Pilar (Pilar, provincia de Buenos Aires)
- Sede 33: Centro Regional Tigre, Tigre (Tigre, provincia de Buenos Aires)
- Sede 34: Centro Regional Lobos, Lobos (Lobos, provincia de Buenos Aires)
- Sede 35: Centro Regional de La Costa, Santa Teresita (Partido de La Costa, provincia de Buenos Aires)
- Sede 36: Centro Regional Chacabuco, Chacabuco (Chacabuco, provincia de Buenos Aires)
- Sede 37: Centro Regional Villa Gesell, Villa Gesell (Partido de Villa Gesell, provincia de Buenos Aires)
- Sede 38: Centro Regional Zárate, Zárate (Zárate, provincia de Buenos Aires)
- Sede 39: Centro Villa Lugano, Villa Lugano
- Sede 41: Centro Universitario Regional Vicente López (Munro, provincia de Buenos Aires)

### Red hospitalaria
La Universidad de Buenos Aires presta servicios asistenciales a través de su red hospitalaria, conformada por las siguientes instituciones dependientes de la Facultad de Ciencias Médicas:
- Instituto de Investigaciones Médicas "Alfredo Lanari"
- Instituto de Oncología "Ángel Roffo"
- Instituto de Tisioneumología "Raúl F. Vacarezza"
- Hospital de Clínicas José de San Martín
- Instituto de Investigaciones Cardiológicas Prof. Dr. Alberto C. Taquini (ININCA)

A estos centros de atención se suman:
- Hospital Odontológico Universitario, (dependiente de la Facultad de Odontología).[20]
- Hospital Escuela de la Facultad de Ciencias Veterinarias, (dependiente de la Facultad de Ciencias Veterinarias).[21]

### Museos
La red de museos de la UBA está integrada por una serie de instituciones, diversas en cuanto a su temática, cuyo objetivo común es la divulgación y la articulación interdisciplinaria.
- Museo de Matemática – MateUBA, Facultad de Ciencias Exactas y Naturales
- Museo de Mineralogía "Dra. Edelmira Mórtola", Facultad de Ciencias Exactas y Naturales
- Aula Museo del Departamento de Ciencias Geológicas “Ing. Enrique Hermitte”, Facultad de Ciencias Exactas y Naturales
- Museo de Maquetas de la FADU UBA, Facultad FADU UBA
- Museo Central de Ciencias Médicas, Facultad Ciencias Médicas
- Museo de Anatomía “Juan José Naón”, Facultad Ciencias Médicas
- Museo de Patología y Archivo Histórico "Prof. Dr. Telémaco Susini", Facultad de Ciencias Médicas
- Museo Hospital de Clínicas, Hospital de Clínicas
- Museo de la Cátedra de Anatomía de la Facultad de Odontología “Dr. Francisco Rophille", Facultad de Odontología
- Paseo del Museo, Facultad de Odontología
- Museo de la Deuda Externa Argentina, Facultad de Ciencias Económicas
- Museo de Farmacia Dra. Rosa D'alessio de Carnevale, Facultad de Farmacia y Bioquímica
- Museo de Farmacobotánica “Juan A. Domínguez”, Facultad de Farmacia y Bioquímica
- Museo Didáctico de Geografía Prof. Noemí Suárez de Devoto, Colegio Nacional de Buenos Aires
- Museo Histórico de la Enseñanza de la Química, Colegio Nacional de Buenos Aires
- Museo de la Psicología Experimental Argentina "Dr. Horacio Piñero",Facultad de Psicología
- Museo Etnográfico Juan B. Ambrosetti, Facultad de Filosofía y Letras
- Museo Arqueológico “Dr. Eduardo Casanova”, Facultad de Filosofía y Letras
- Museo Universitario de Maquinaria Agrícola "Ing. Agr. Mario César Tourn", Facultad de Agronomía
- Museo de Anatomía Veterinaria “Profesor Dr. Luis Van de Pas”, Facultad Ciencias Veterinarias
- Museo de Ciencia y Técnica "Ing. Juan José Sallaber", Facultad de Ingeniería
- Museo y archivo Histórico de la Facultad de Derecho, Facultad de Derecho
- Archivo Histórico de la Universidad de Buenos Aires “Presbítero Antonio Sáenz”, Tiene por función la custodia, conservación, organización y difusión de los documentos históricos del Rectorado con más de 30 años de antigüedad que han sido valorados y seleccionados para su conservación permanente. A cargo de la Secretaría Académica del Rectorado, Uriburu 950 - subsuelo
- Museo Virtual de la Universidad de Buenos Aires. MUBA. Micrositio que expone documentos y fotografía de la Historia de la Universidad de Buenos Aires. Secretarías de Rectorado a cargo del Proyecto: Secretaría Académica - Secretaría de Extensión - Secretaría de Bienestar Estudiantil

### Sistema de Bibliotecas y de Información (SISBI)
El Sistema de Bibliotecas y de Información (SISBI) es una unidad dependiente de la Secretaría de Ciencia y Técnica del Rectorado, y está conformada por dieciocho unidades de información principales, que incluye las trece bibliotecas centrales de las facultades, Colegio Nacional de Buenos Aires, Escuela Superior de Comercio Carlos Pellegrini, Hospital de Clínicas y una propia. También la integran otras sesenta bibliotecas de institutos, centros, laboratorios y departamentos de la universidad.
Fue creado el 23 de diciembre de 1985, mediante la resolución N.º 1913, con la misión de coordinar, promover y liderar la cooperación entre las diferentes unidades de información que componen el sistema.

## Estudiantado
Si hacia 1974 la Universidad de Buenos Aires tenía alrededor de 120 000 estudiantes cursando, para 1988 el número de estudiantes de grado había ascendido a 180 805, y el de posgrado llegaba a 5687. Para 1992, la cifra había caído a 168.808 (grado) y 4592 (posgrado), aunque se dio un rebote en los números para 1996, cuando se llegó a 183 347 (grado).
Para el censo del año 2000, se separó el estudiantado del CBC (76 788 personas) del de la cursada de grado (176 472 personas), lo que arrojó un total de 253 260 estudiantes. En 2004 el número ascendió a 297 639 (78 684 del CBC).
El último censo de la UBA, realizado en 2011, arrojó el dato de 262 932 estudiantes de grado de los cuales 67 445 están en el CBC. La facultad con mayor número de alumnos fue la de Ciencias Económicas (36 377 estudiantes de grado), seguida por las de Arquitectura, Diseño y Urbanismo (25 748) y Medicina (24 198). El 96 % de estos estudiantes eran argentinos de nacionalidad y el 52,3 % tenía menos de 25 años. El 60,9 % de los estudiantes son mujeres.
| Unidad académica                 | 1992    | 1996    | 2000    | 2004    | 2011    | 2021    |
| -------------------------------- | ------- | ------- | ------- | ------- | ------- | ------- |
| Agronomía                        | 1854    | 1587    | 2891    | 3861    | 4488    |         |
| Arquitectura, Diseño y Urbanismo | 12 311  | 15 768  | 18 026  | 23 825  | 25 748  |         |
| Ciencias Económicas              | 22 485  | 25 476  | 41 073  | 44 645  | 36 377  |         |
| Ciencias Exactas y Naturales     | 5524    | 4675    | 4774    | 6041    | 7120    |         |
| Ciencias Sociales                | 6646    | 9840    | 16 692  | 25 346  | 22 016  |         |
| Ciencias Veterinarias            | 2437    | 2753    | 3562    | 4678    | 4283    |         |
| Derecho                          | 22 453  | 22 913  | 28 048  | 31 428  | 23 790  |         |
| Farmacia y Bioquímica            | 5154    | 4920    | 4980    | 5068    | 4970    |         |
| Filosofía y Letras               | 6852    | 7143    | 10 659  | 14 330  | 15 289  |         |
| Ingeniería                       | 7801    | 6542    | 7181    | 8923    | 8698    |         |
| Medicina                         | 19 141  | 18 528  | 21 849  | 25 862  | 24 198  | >41 000 |
| Odontología                      | 2646    | 2224    | 2460    | 1963    | 2046    |         |
| Psicología                       | 7159    | 9498    | 14 277  | 18 662  | 16 162  |         |
| Ciclo Básico Común               | 46 345  | 51 480  | 76 788  | 78 681  | 67 445  |         |
| Rectorado                        | s/d     | s/d     | s/d     | 45      | 302     |         |
| Total                            | 168 808 | 183 347 | 253 260 | 293 358 | 262 932 |         |

## Sistema de gobierno
El actual sistema de gobierno tripartito de la Universidad de Buenos Aires, inspirado en la Reforma Universitaria de 1918, está constituido por el Consejo Superior y el rector, quien lo preside. El Consejo Superior se compone de los decanos de cada una de las facultades y de los representantes de los claustros de profesores, graduados y alumnos. Los únicos docentes que pueden elegir representantes son los profesores titulares, por lo que de los aproximadamente 40 000 que tiene la universidad, solo unos 2000 tienen representación, el 5 %. Ningún auxiliar docente (Ayudante de Segunda, Ayudante de Primera o Jefe de Trabajos Prácticos) tiene representación. Los representantes estudiantiles son elegidos por todos los aproximadamente 300 000 alumnos.
Por su parte, cada facultad tiene un gobierno compuesto por el Decano y el Consejo Directivo, que está integrado por ocho representantes de los profesores, cuatro de los graduados y cuatro de los estudiantes, todos elegidos por votación directa y obligatoria de sus respectivos pares.

## Historia
De todas las casas de altos estudios de Argentina, la UBA fue la que con mayor fuerza propugnó un programa modernizador y por su peso político, derivado de su cantidad de alumnos y de su larga historia, el movimiento estudiantil de la UBA fue clave en la historia política de la universidad y del país.

### Antecedentes
A pesar de lo prolífico de la actividad universitaria en varias ciudades de la América colonial, Buenos Aires no contó con una universidad propia durante su pertenencia al Imperio español. Esto se debía, entre otras cosas, a que durante los siglos xvi y xvii, la Gobernación del Río de la Plata era marginal con respecto al circuito de actividad económica, centrado en el eje andino. La actividad cultural era desempeñada sobre todo por miembros de la Compañía de Jesús (con fuerte presencia desde la provincia de Paracuaria), que mantenía el Colegio San Ignacio. La oferta universitaria era, dentro del territorio virreinal, la de Córdoba y Chuquisaca y, en la Capitanía General de Chile, la Universidad de San Felipe (hoy Universidad de Chile). Al constituirse el Virreinato del Río de la Plata, se propagaron nuevos ánimos de creación de una universidad, que el mismo virrey Vértiz apoyó, proponiendo el aprovechamiento del legado del Colegio San Ignacio, abandonado tras la expulsión de los jesuitas. Estos ánimos fueron correspondidos por la Corona pero, debido a las rivalidades entre los posibles depositarios de la docencia, las diversas órdenes monásticas y los diversos departamentos de funcionarios, la universidad no llegó a fundarse.

### SigloXIX

#### Creación

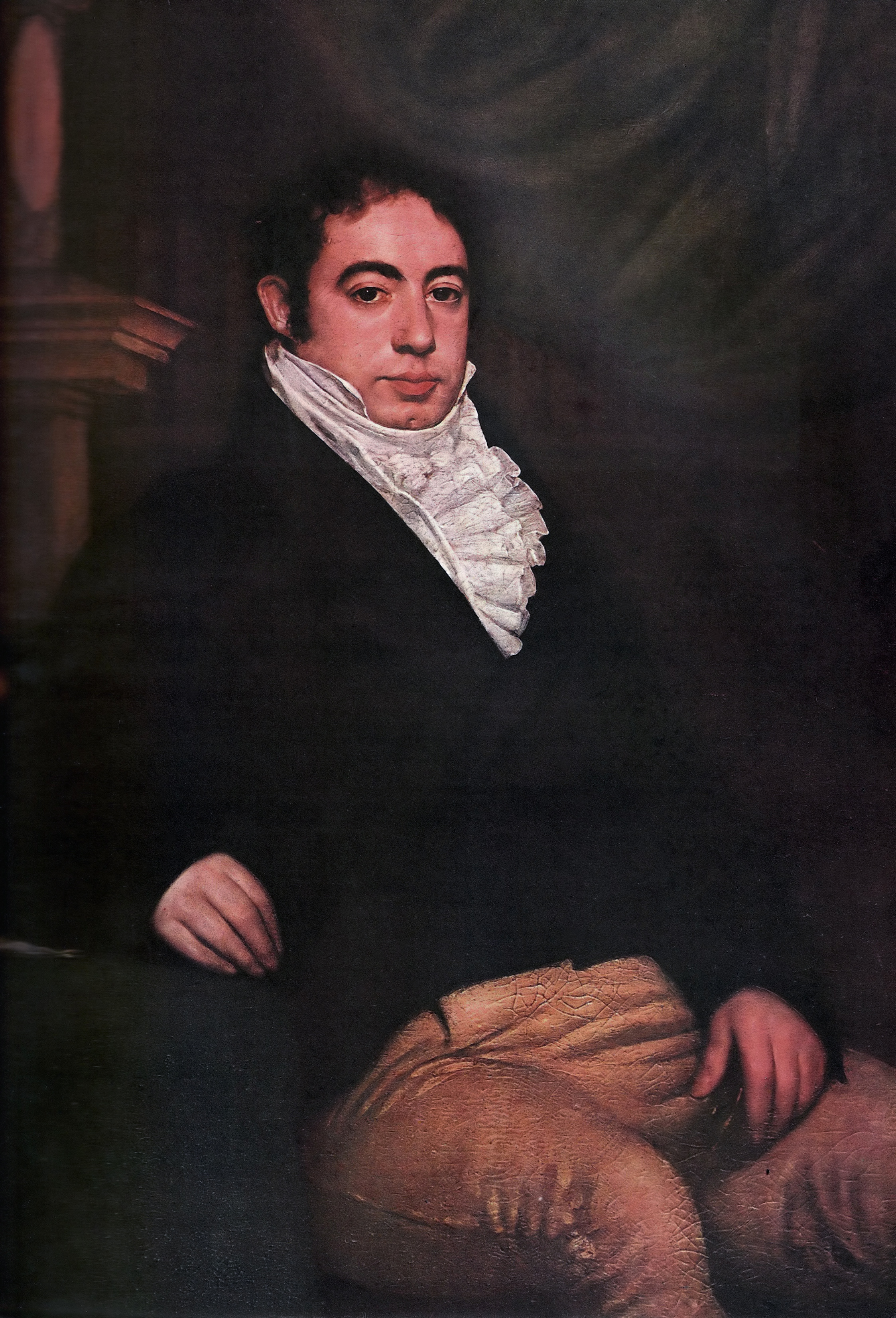
Bernardino Rivadavia impulsó la creación de la Universidad de Buenos Aires en 1821.

Producida la Revolución de Mayo de 1810 y la Declaración de la Independencia en 1816, debieron pasar varios años para su creación.
La Universidad de Buenos Aires fue oficialmente inaugurada el 12 de agosto de 1821 por un decreto del gobernador de la provincia de Buenos Aires, el brigadier general Martín Rodríguez, fechado tres días antes e impulsado por su ministro de gobierno, Bernardino Rivadavia. En el acto de inauguración, que tuvo lugar en la Iglesia de San Ignacio, estuvieron presentes, entre otros, el propio Rivadavia y el sacerdote Antonio Sáenz, quien fue nombrado primer rector. Sáenz había hecho otros intentos por dotar a Buenos Aires de una casa de altos estudios que la pusiera a la altura de Córdoba y Chuquisaca. La educación impartida seguía aferrada a la enseñanza de tipo religioso, combinada con las ciencias naturales y exactas. El conflicto entre el laicismo entendido como la modernización y el lugar de la religión se sostuvo durante los primeros años de la nueva universidad.

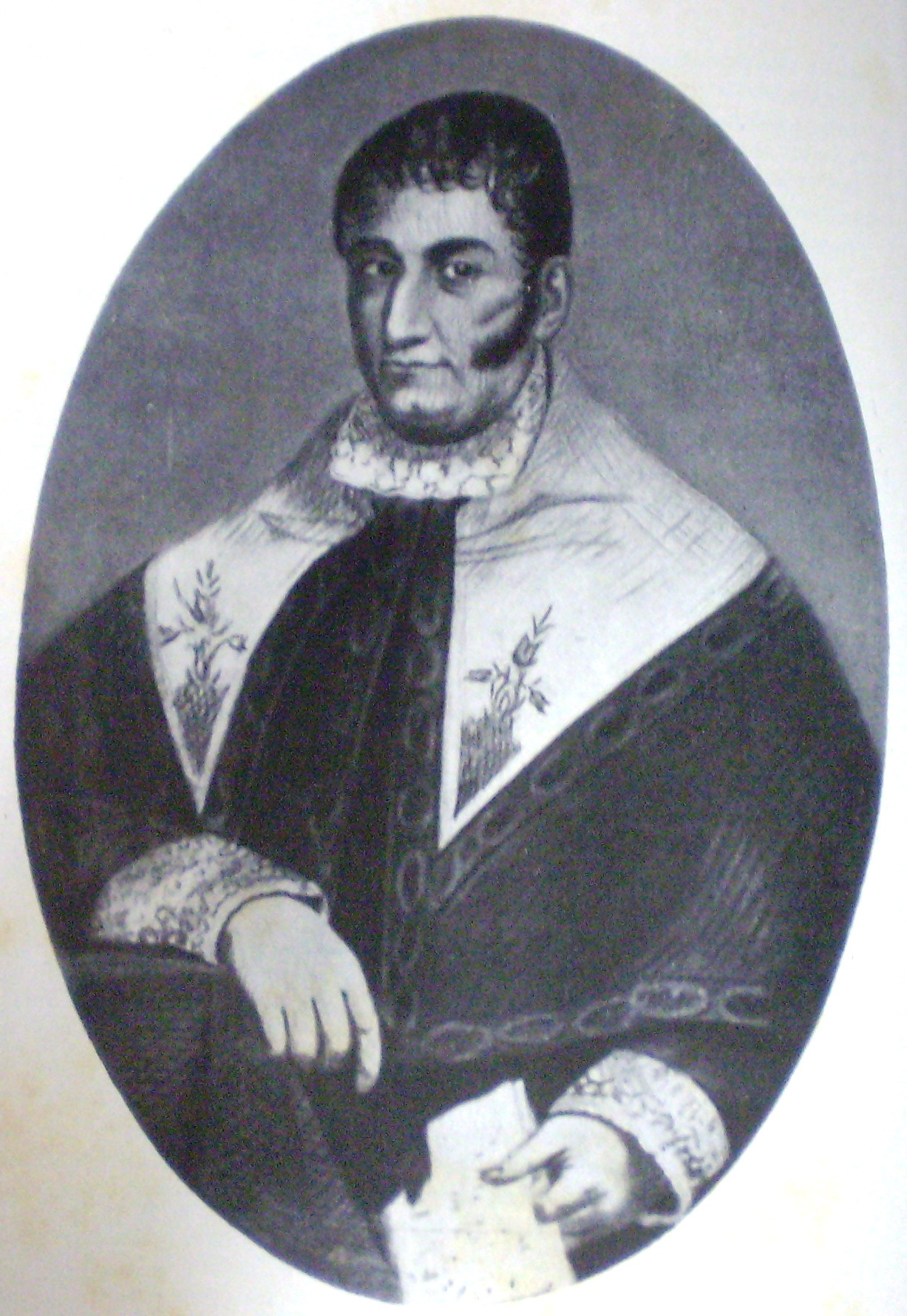
Antonio Sáenz, primer rector

Con la creación de la universidad se buscó hacer ciencia de manera organizada, incorporando instituciones docentes que ya existían: los cursos de Matemáticas, Dibujo, Náutica y de Historia Natural dependientes del Consulado de Buenos Aires, los del Instituto Médico Militar y los del Colegio de la Unión del Sud. También asumió la parte teórica de la Academia de Jurisprudencia y se hizo cargo de la enseñanza primaria. Al inaugurarse, sus trabajos estaban ya tan adelantados que al día siguiente pudo conferir cinco grados de medicina y uno de derecho.
En 1822, estaba compuesta por los siguientes departamentos, antecesores de las actuales facultades:
- Primeras Letras: en él se incorporaban las dieciséis escuelas primarias de la ciudad y alrededores. Se establecía como obligatorio el sistema de Lancaster. En 1828 este Departamento se separó de la Universidad.
- Estudios Preparatorios: en él se enseñaba latín, lenguas modernas, filosofía, economía política ―trasladada en 1823 al Departamento de Jurisprudencia― y ciencias físico-matemáticas.
- Ciencias Exactas: con cátedras de dibujo, química general, geometría descriptiva, cálculo y mecánica, física experimental y astronomía. Sin embargo, todo se redujo finalmente a dibujo y geometría.
- Medicina: con cátedras de instituciones médicas, quirúrgicas, y de clínica médica y quirúrgica.
- Jurisprudencia: con cátedras de derecho civil, natural y de gentes y, a partir de 1823, de economía política.
- Ciencias Sagradas: su funcionamiento comenzó en 1824 sobre la base de los cursos del Colegio de Estudios Eclesiásticos.

Las clases de matemática se dictaban tanto en el Departamento de Ciencias Exactas como en el de Estudios Preparatorios. De esta última cátedra estuvieron a su cargo Avelino Díaz, discípulo de Lanz, y Felipe Senillosa, que se destacó como profesor y estudioso, cuyos textos de enseñanza fueron utilizados durante mucho tiempo en la Universidad. Las clases de física en el Departamento de estudios preparatorios fueron en sus inicios dictadas por Díaz. En 1823 se adquirió un laboratorio y una sala para los cursos de física experimental.
En 1826, fue nombrado rector el presbítero Valentín Gómez. Ese mismo año, el médico italiano Pedro Carta Molino, que llegó expatriado desde su país y había sido contratado en Inglaterra por Rivadavia, asumió la cátedra de materia médica y farmacia y la de física experimental. Dejó el cargo tras la renuncia de Rivadavia y fue sucedido por el astrónomo Fabricio Mossotti, también italiano y que había abandonado su país por motivos políticos. Fue, junto con Aimé Bonpland, el más importante formador de científicos de la Argentina de la primera mitad del siglo xix. La cátedra de química fue iniciada en 1823 por Manuel Moreno, quien renunció en 1828.
En el Departamento de Medicina los cursos estuvieron a cargo de los doctores Francisco de Paula Rivero y Francisco Cosme Argerich. En 1822 se creó la Academia Nacional de Medicina, que reunió a destacados facultativos nacionales y extranjeros y que, con la publicación del primer volumen de sus Anales en 1823, dio inicio a la prensa periódica científica.
Los primeros profesores de estudios jurídicos fueron Sáenz, en derecho natural y de gentes, y Pedro Antonio Somellera en derecho civil. En 1823 se incorporó al Departamento de Jurisprudencia la economía política. Esta materia fue dictada en 1824 por Pedro José Agrelo y a partir de 1826 por Dalmacio Vélez Sársfield. Este curso seguía la teoría de James Mill publicada en Elementos de economía, traducido en 1823 en Buenos Aires, y en la parte práctica enseñaba la aplicación de los principios a la economía doméstica, a la comercial y social, y a la estadística y administración de la hacienda pública. También se incorporó al Departamento de Jurisprudencia en 1826 la cátedra de derecho público eclesiástico, cuyo primer profesor fue el presbítero José Eusebio Agüero.

#### Debilitamiento
Durante la época de Juan Manuel de Rosas, se suprimió en Buenos Aires la enseñanza gratuita y los sueldos de los profesores universitarios. Sin embargo, la Universidad no cerró sus puertas, aunque el número de alumnos disminuyó considerablemente. Las cátedras de Medicina y Jurisprudencia casi no contaban con profesores y el Departamento de Ciencias Exactas prácticamente desapareció. En este período Francisco Javier Muñiz, de formación médica, inició los primeros trabajos en paleontología argentina y llegó a ser decano de la Facultad de Medicina de Buenos Aires.

#### Resurgimiento
En 1852, después de la caída de Rosas tras la Batalla de Caseros, la universidad se reorganizó. El Estado de Buenos Aires dio inmediato impulso a la universidad, promoviendo la educación superior. En 1858 se instauró el régimen de concursos docentes y se crearon nuevas carreras.
La cátedra de física estuvo a cargo de uno de los educadores de más prestigio de la época, Amadeo Jacques. El Departamento de Ciencias Exactas se reorganizó recién en 1863, por obra de Juan María Gutiérrez, quien fue rector de la UBA desde 1861 hasta 1874. Pasó entonces a comprender la enseñanza de matemáticas puras, aplicadas y de historia natural. Gracias a la gestión de Gutiérrez se contratan profesores de prestigio venidos de Europa, como Bernardino Speluzzi (matemático de la Universidad de Pavía), Emilio Rosetti (de Turín) y Pellegrino Strobel (especializado en historia natural, de Parma).
Del Departamento de Exactas egresaron en 1869 los primeros doce ingenieros argentinos, a quienes se denominó los doce apóstoles. Entre ellos estaba Valentín Balbín, que fue presidente de la Sociedad Científica Argentina. En 1891 el Departamento adoptó el nombre de Facultad de Ciencias Exactas, Físicas y Naturales, que instauró el doctorado en química en 1896. La Facultad incluía las carreras de Ingeniería y Arquitectura. En 1909, se crearon las facultades de Agronomía y Veterinaria, del Instituto de Altos Estudios Comerciales y de Ciencias Económicas.
En 1863, se creó el Colegio Nacional de Buenos Aires y, en 1890, la Escuela Superior de Comercio (hoy Carlos Pellegrini). En 1881, al convertirse la ciudad de Buenos Aires en Capital Federal, la Universidad pasó a depender del Estado nacional. En 1883 la UBA se hizo cargo de la dirección técnica del Hospital de Clínicas, que se convirtió así en hospital escuela.
Durante la Generación del Ochenta la Universidad logró progresos y gran prestigio, impulsada por las políticas conservadoras y el cientificismo surgido a partir de fines del siglo xix.

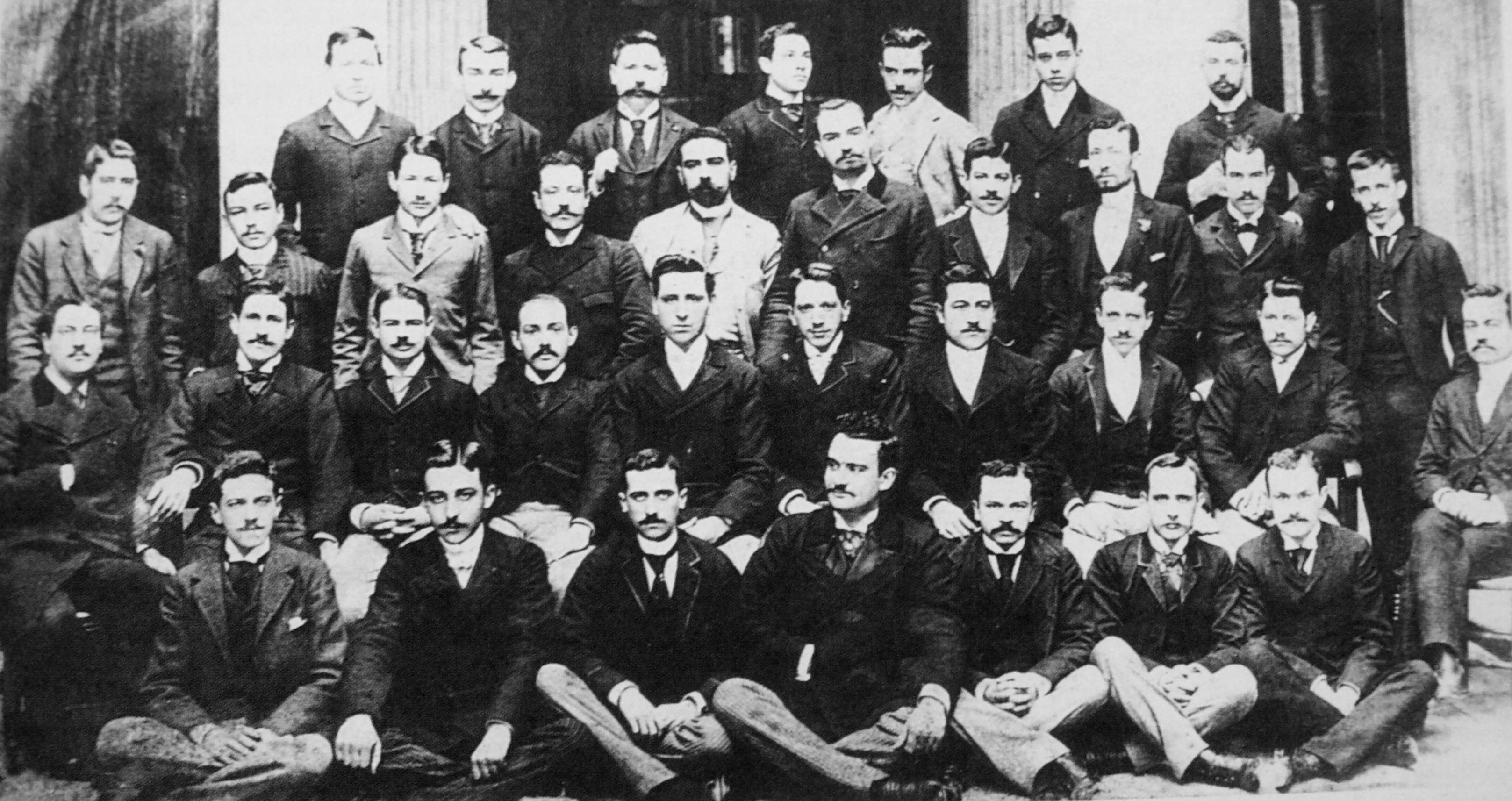
Foto del cuerpo de abogados que se recibieron en 1891, entre ellos Marcelo T. de Alvear, Tomás Le Breton y Leopoldo Melo.

### SigloXX

#### Reforma Universitaria
El crecimiento de Argentina y de Buenos Aires en particular y la prosperidad económica que brindaba la expansión del mercado interno permitieron a los hijos de los inmigrantes ―que pasaron a conformar el gran sector medio social― llegar a la universidad.
En junio de 1918, se inició un movimiento político-cultural promovido por los estudiantes de la Universidad Nacional de Córdoba y que se extendió por toda América Latina y en menor medida España y otros países que se denominó Reforma Universitaria. En un sentido genérico la Reforma Universitaria fue el nombre que correspondió al conjunto de cambios de las estructuras, contenidos y fines de la universidad. Entre sus principios se dieron la autonomía universitaria, el cogobierno, la extensión universitaria, la periodicidad de las cátedras y los concursos de oposición. En la práctica, la democratización formal de la universidad.

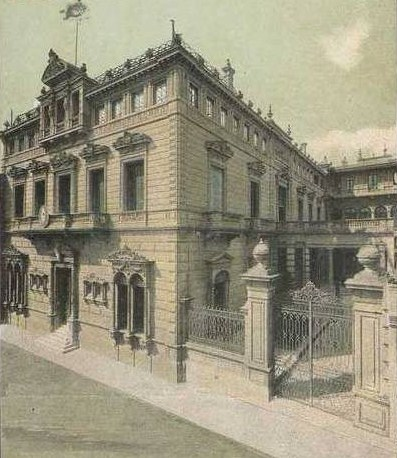
El Rectorado de la UBA hacia 1900, en su sede actual de la calle Viamonte 430 y 444.
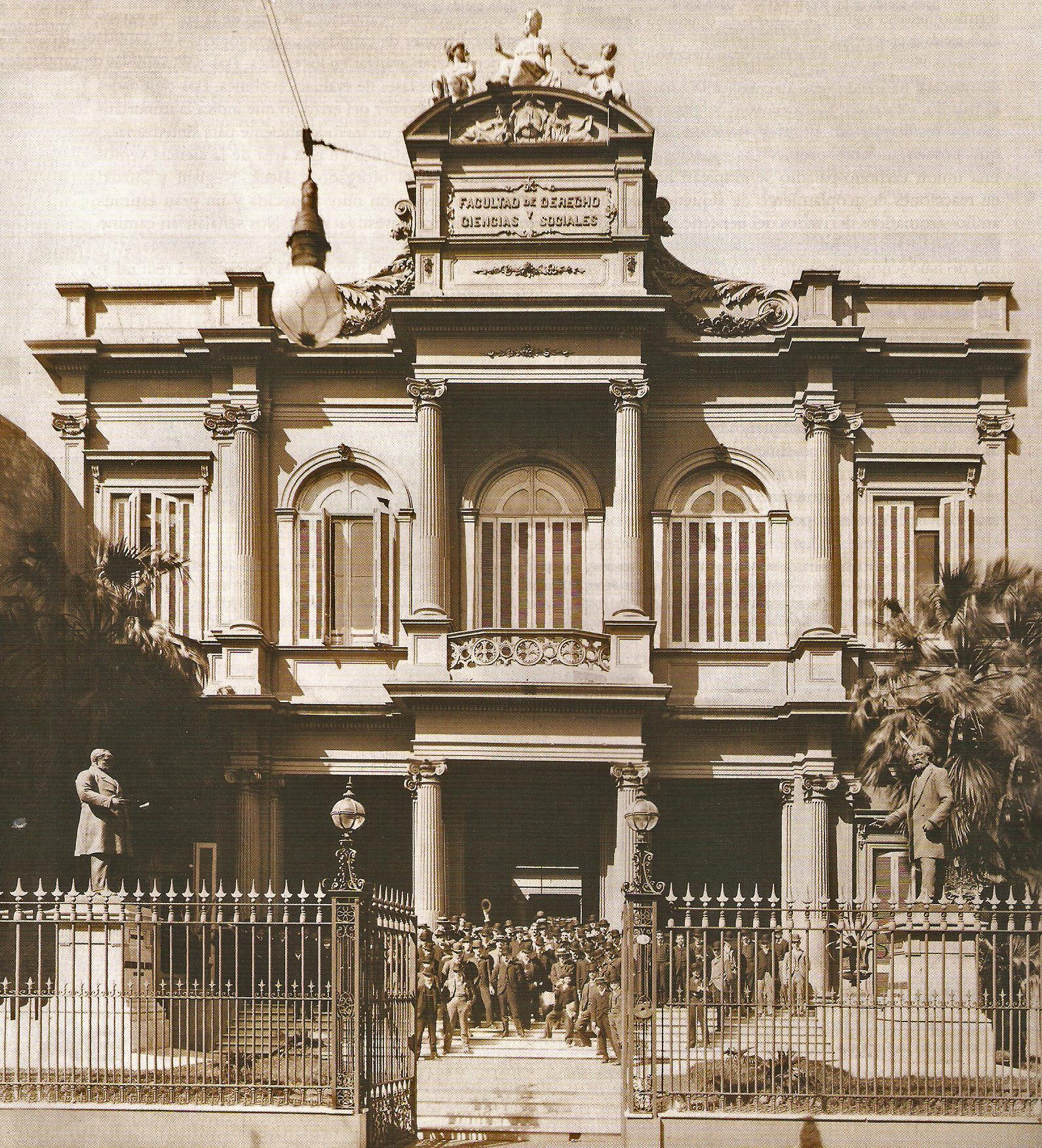
La antigua sede de la Facultad de Derecho y Ciencias Sociales (hoy el Museo etnográfico Juan B. Ambrosetti) en 1905.
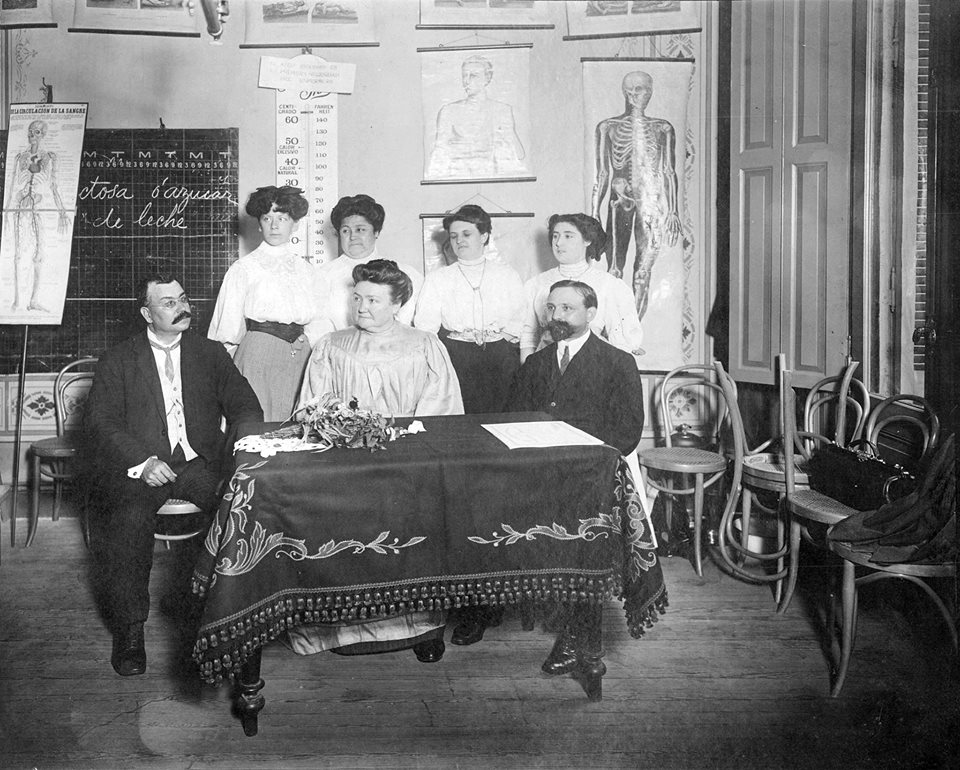
Cecilia Grierson, la primera médica argentina y pionera del feminismo en el país, tomando examen en la Facultad de Medicina, 1909.
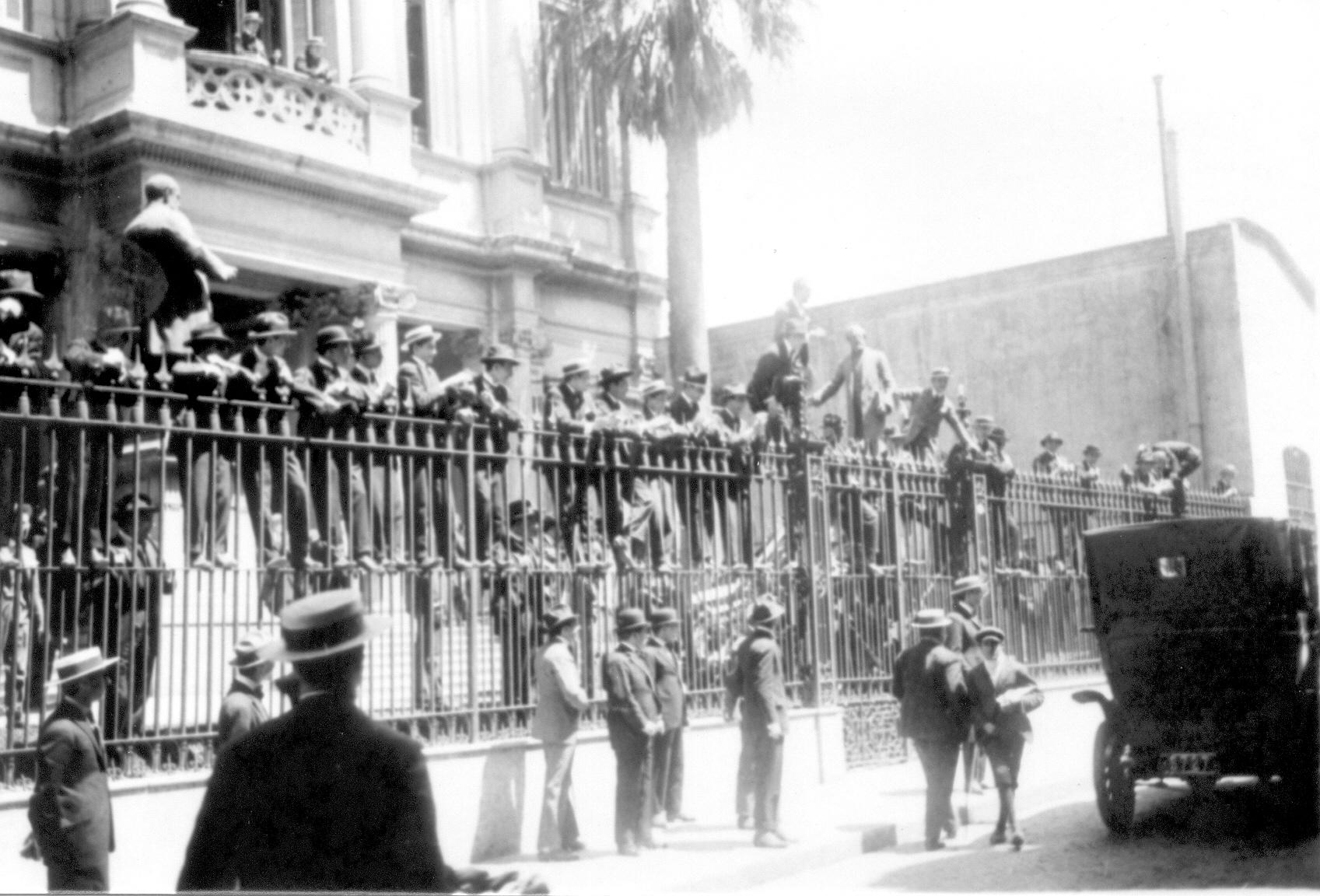
Toma de la Facultad de Derecho durante la Reforma Universitaria de 1918
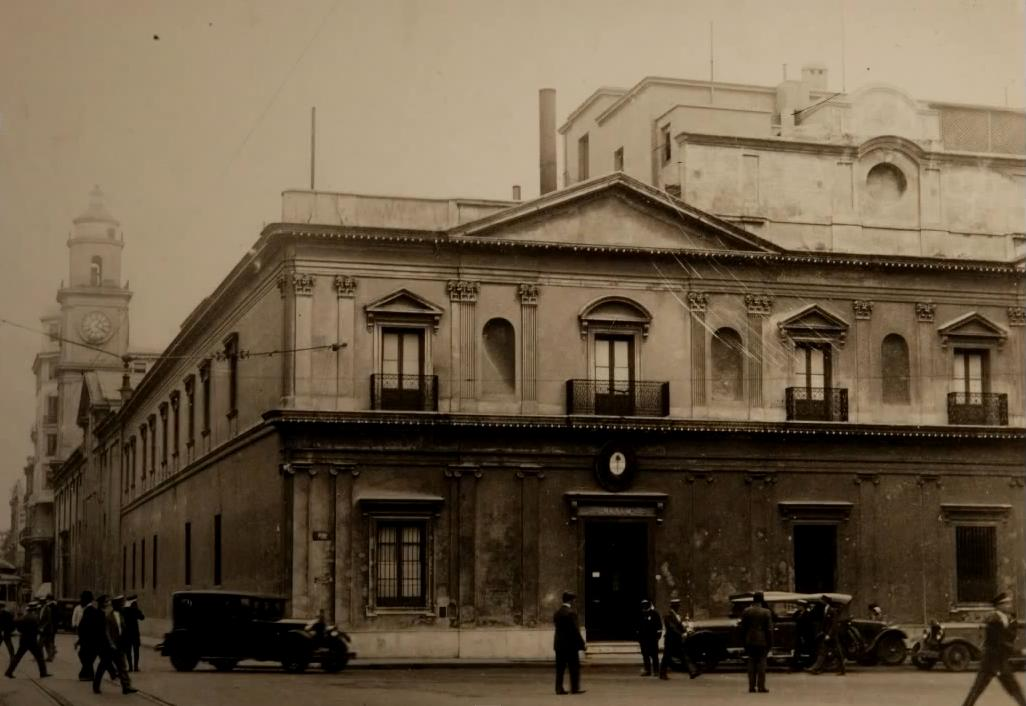
Manzana de las Luces, primera sede de la UBA, c. 1920
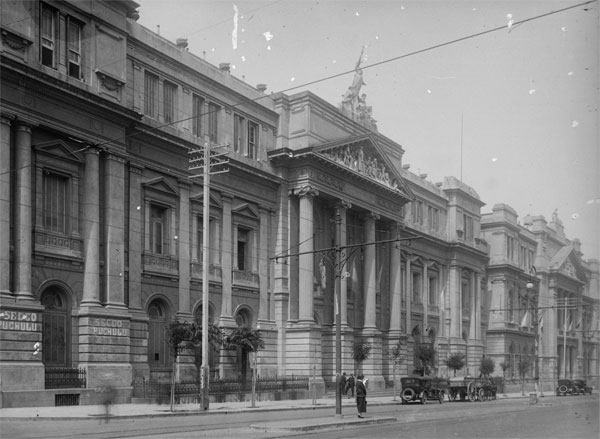
La antigua Facultad de Ciencias Médicas en 1923, hoy la sede de la Facultad de Ciencias Económicas

#### Intervención de 1930
Tras el golpe de Estado del 6 de septiembre de 1930 que convirtió en presidente de facto a José Félix Uriburu, la UBA fue intervenida. La intolerancia fue una de sus características más sobresalientes y se puso de manifiesto a través de la persecución a estudiantes y profesores, a quienes se expulsó por diversos motivos. Sin embargo, la UBA continuó formando profesionales según las especialidades y llevaba adelante, gracias al esfuerzo individual de algunos de sus integrantes, unos pocos programas de investigación.

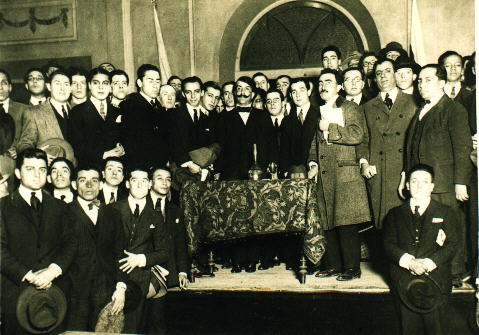
Alfredo Palacios reunido con estudiantes de derecho, en los días previos al golpe de Estado de 1930.
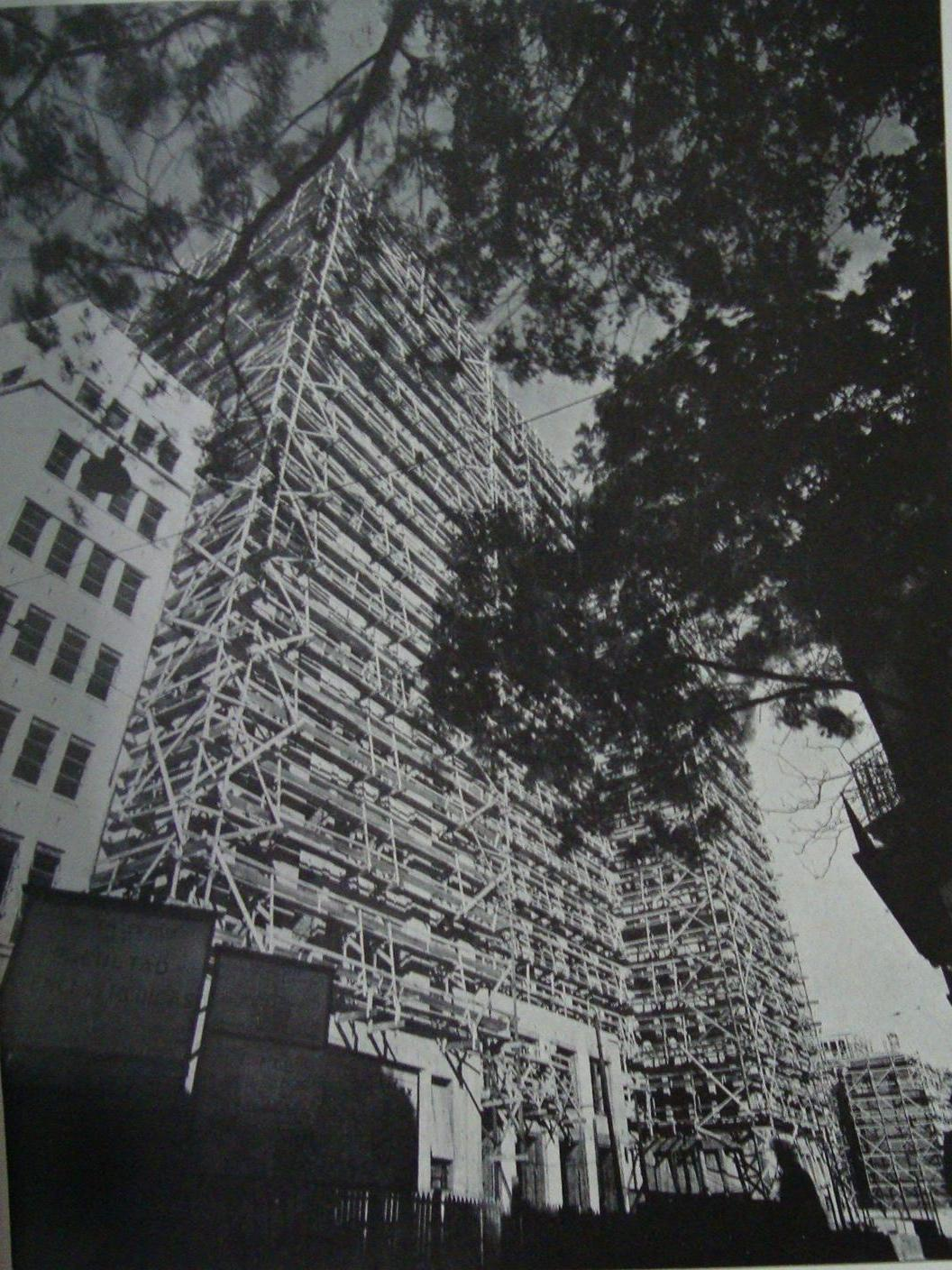
La actual sede de la Facultad de Medicina en construcción, circa 1940.
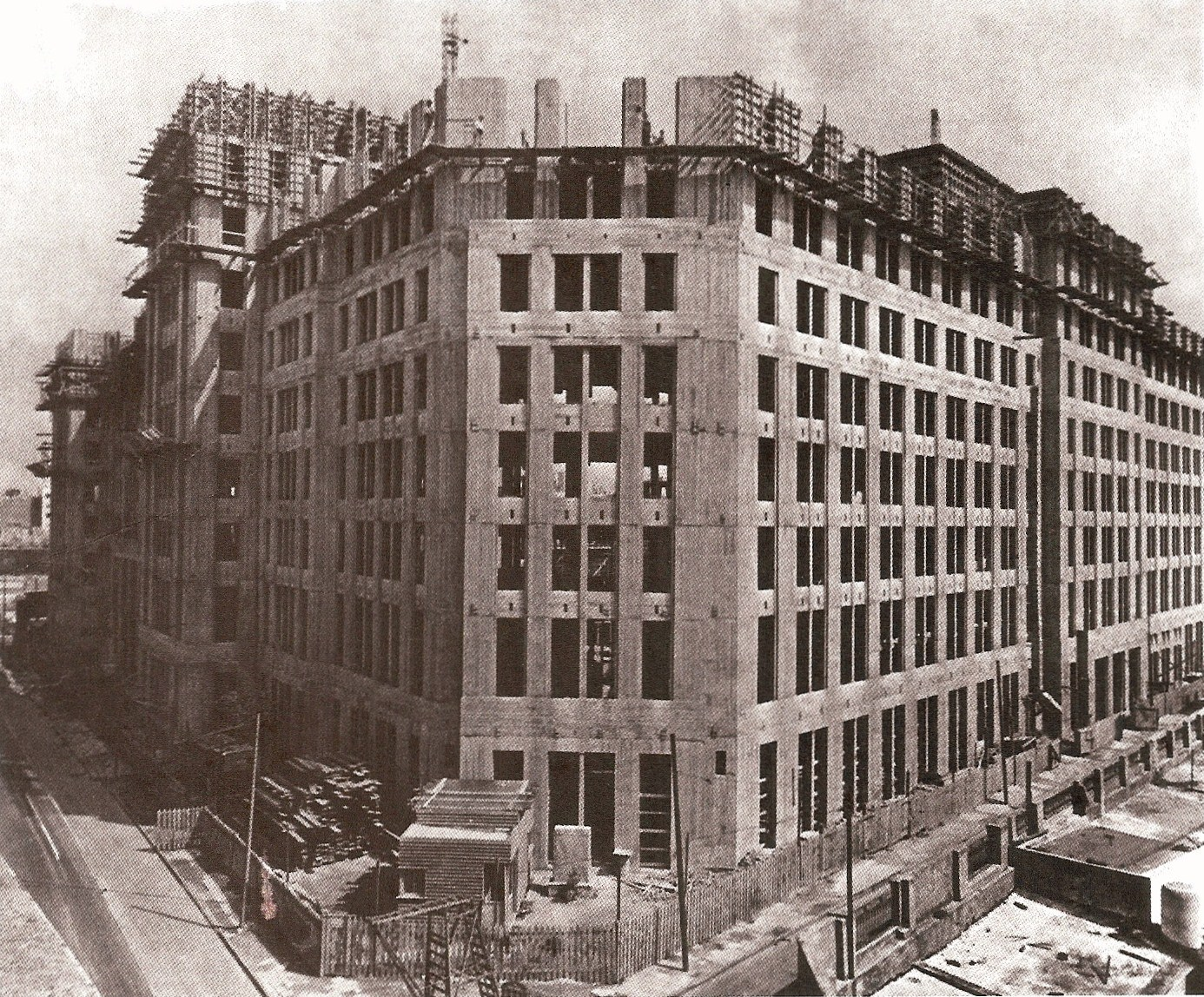
La actual sede de la Facultad de Medicina en construcción, circa 1940.

#### Peronismo
Con el advenimiento del peronismo al gobierno luego de las elecciones del 24 de febrero de 1946, se suprimieron por ley la autonomía universitaria y el gobierno tripartito. El 22 de noviembre de 1949, Juan Domingo Perón estableció la gratuidad de la enseñanza universitaria a través del decreto 29.337. Se aseguraba así el acceso irrestricto a la cultura, a la educación superior y a la formación profesional universitaria, eliminando la imposición de los aranceles vigentes y estableciendo que «como medida de buen gobierno, el Estado debe prestar todo su apoyo a los jóvenes estudiantes que aspiren a contribuir al bienestar y prosperidad de la Nación, suprimiendo todo obstáculo que les impida o trabe el cumplimiento de tan notable como legítima vocación». El gobierno dio la posibilidad que los hijos de los trabajadores accedieran a la universidad. Entre 1935 y 1955, la matrícula de la UBA pasó de 12 000 a 74 000 alumnos.

#### Décadas de 1950 y 1960

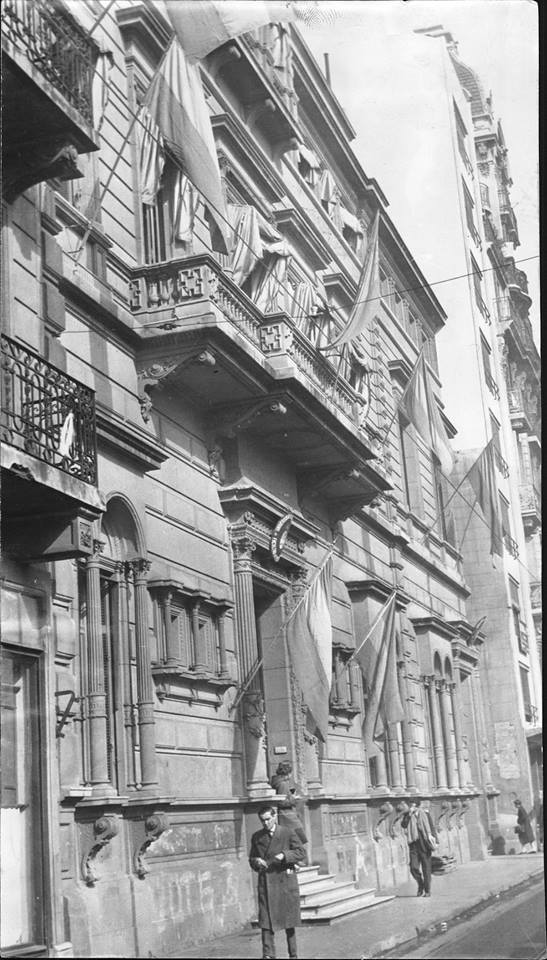
La Facultad de Filosofía y Letras en 1957

Tras el golpe de Estado de 1955, se instaló en el poder la dictadura de la llamada Revolución Libertadora que en forma inmediata reestableció el gobierno tripartito y la autonomía universitaria, pero a la vez coordinó la represión contra el peronismo y corrientes de izquierda en el ámbito educativo, lo que llevó a dejar cesantes a cientos de profesores universitarios, se elaboraron listas negras de profesores que no podían continuar ejerciendo la docencia, siendo la Universidad de Buenos Aires una de las más afectadas.
En 1955, se creó el Departamento Editorial de la Universidad de Buenos Aires, que tomó a su cargo la publicación de la Revista de la Universidad de Buenos Aires, creada en 1904, e inició la publicación de una serie de libros sobre Agronomía y Veterinaria, Ciencias Económicas, Derecho y Ciencias Sociales, Filosofía, Letras e Historia. En este segundo aspecto el Departamento fue sustituido en 1958 por la Editorial Universitaria de Buenos Aires (EUDEBA), que a partir del año siguiente inició una extensa labor editorial publicando hasta fines de 1961 más de 150 títulos. EUDEBA edita desde entonces obras de cultura general, textos y manuales de nivel universitario y una colección popular iniciada en 1960 con obras de literatura e historias argentinas, que alcanzó a los pocos meses una tirada de un millón de ejemplares.

##### Noche de los Bastones Largos
A partir de la llamada Noche de los Bastones Largos durante la dictadura de Juan Carlos Onganía, el gobierno militar intervino las universidades y aplicó una estricta censura en los contenidos de enseñanza. Se desmanteló así un proyecto reformista de universidad científica de excelencia, sobre la base de la estrecha vinculación entre investigación y docencia. La llamada Noche de los Bastones Largos consistió en el desalojo violento por parte de la policía, el 29 de julio de 1966, de cinco facultades, ocupadas por las autoridades legítimas (estudiantes, profesores y graduados). El motivo de la ocupación era la oposición a la decisión del gobierno militar de intervenir las universidades y anular el régimen de cogobierno tras haber depuesto un mes antes, el 28 de junio, al gobierno constitucional de Arturo Illia.
La represión fue particularmente violenta en las facultades de Ciencias Exactas y Naturales y de Filosofía y Letras. En total fueron detenidas cuatrocientas personas y destruidos laboratorios y bibliotecas. En los meses siguientes cientos de profesores fueron despedidos, renunciaron a sus cátedras o abandonaron el país. Emigraron 301 profesores universitarios, de los cuales 215 se dedicaban a la investigación científica. En algunos casos se desmantelaron equipos completos. Es lo que sucedió con el Instituto de Cálculo (UBA) de la Facultad de Ciencias Exactas, donde operaba desde 1961 la primera computadora de América Latina, llamada Clementina, traída por Manuel Sadosky desde el Reino Unido. Sus setenta miembros renunciaron y emigraron. Lo mismo sucedió con los institutos de Psicología Evolutiva y de Radiación Cósmica.

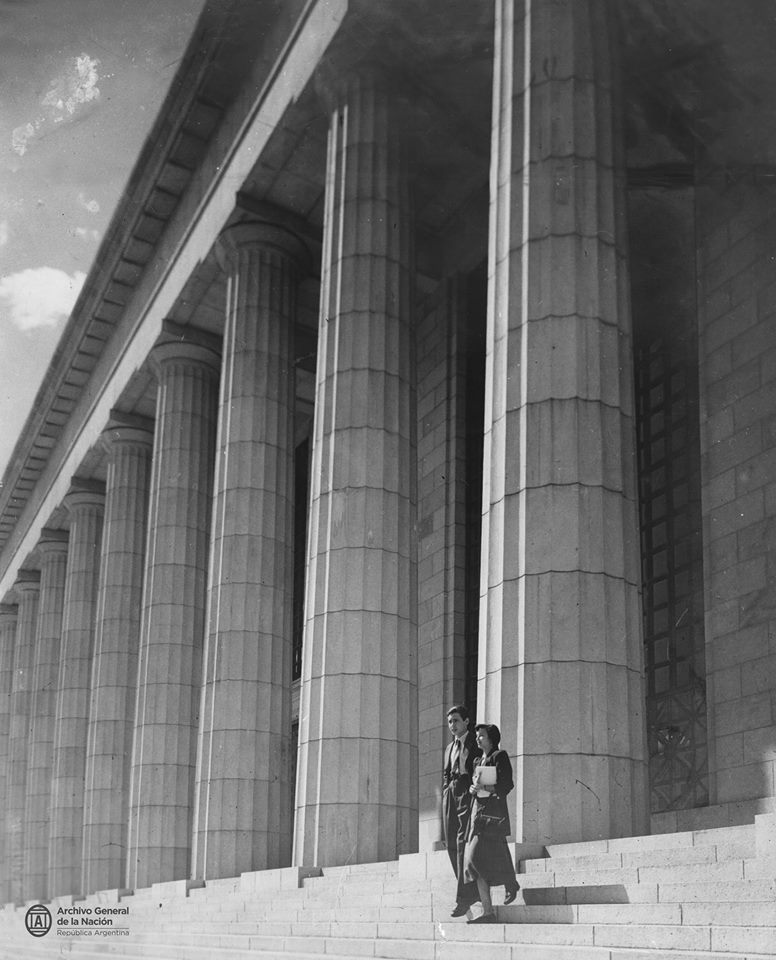
Facultad de Derecho, circa 1960.
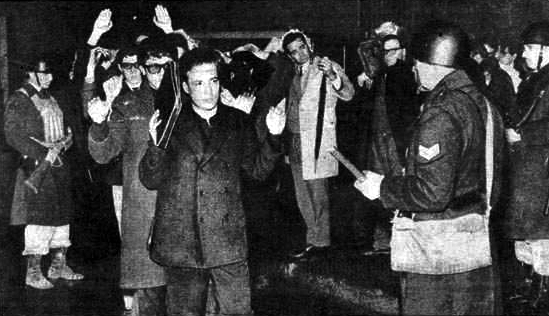
La Noche de los Bastones Largos, 29 de julio de 1966
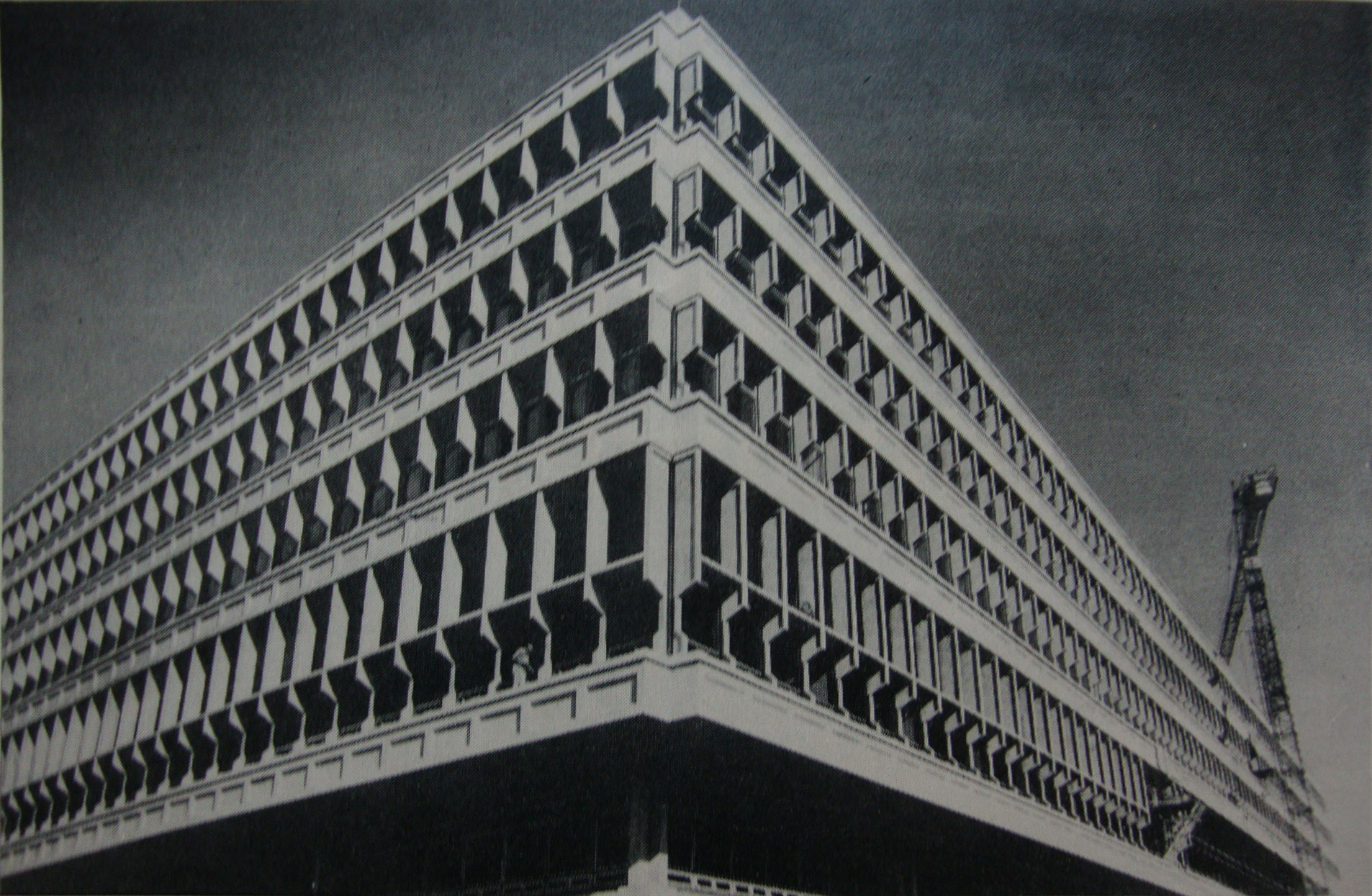
Construcción de la actual Facultad de Ciencias Exactas y Naturales en Ciudad Universitaria, 1969.

#### Vuelta a la democracia y tercera presidencia de Perón
En marzo de 1973, con la llegada de la democracia, el peronismo retornó al poder. A principios de 1974, durante la presidencia Perón, se sancionó la Ley 20.645 de universidades nacionales, a través de la que se reconocía la autonomía académica y docente y la autarquía administrativa y económica.

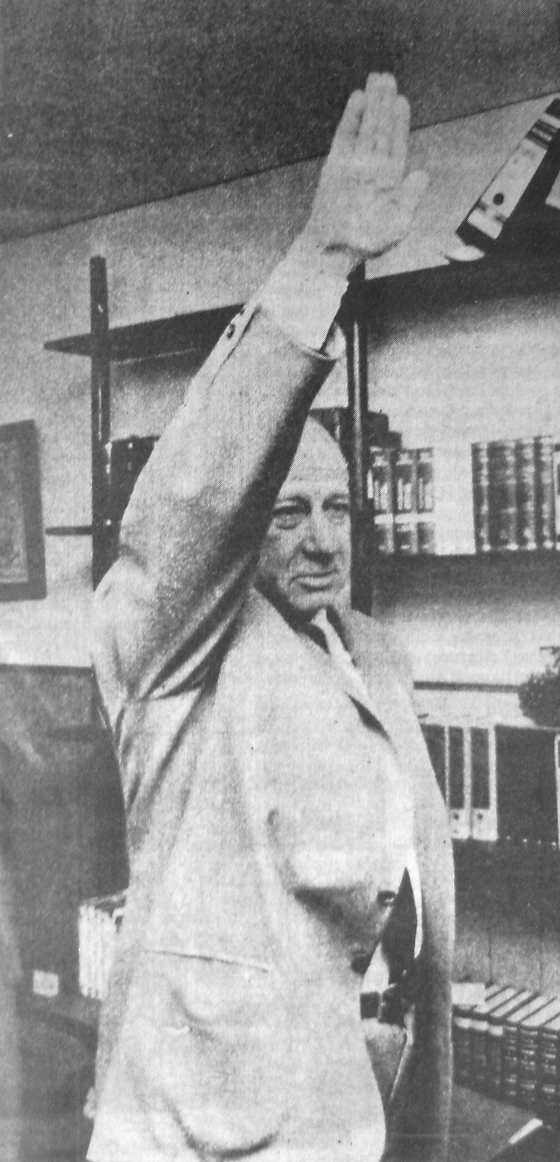
Alberto Ottalagano, rector en 1974, nunca ocultó su simpatía por el fascismo.

En el segundo semestre de 1974, durante el gobierno de Isabel Perón, fue nombrado interventor de la UBA Alberto Eduardo Ottalagano, con el apoyo de la agrupación Coordinadora de Estudiantes Universitarios Peronistas, integrada por el Movimiento Universitario Nacional, la Concentración Nacional Universitaria (CNU), la Legión Universitaria Peronista, la Alianza Universitaria Nacionalista, el Centro Universitario Peronista del Comando Evita y el Comando Nacional 8 de Octubre. 
El régimen militar designa interventor a Ernesto Bavio quien dejó cesante a más de 120 jefes de catedra profesores titulares, adjuntos, y ayudantes de cátedra. Durante esta etapa alrededor de un tercio del plantel docente sería separado por razones políticas de la universidad. El régimen de Aramburu puso en marcha el plan para limitar y anular la autonomía universitaria, profundizando la centralización administrativa, desmontar el anterior sistema de gobierno con la participación de los tres claustros, y una política de despolitización y desperonización, tanto a nivel profesoral como estudiantil, pues toda actividad que pudiera suponer militancia política era pasible de suspensión, exoneración o expulsión.
Ottalagano, asesor presidencial de Perón, era un fascista declarado durante su gestión fueron despedidos 4000 profesores, entre ellos el premio Nobel de Química Luis Federico Leloir y cuatro estudiantes fueron desaparecidos. Sin embargo, estas agrupaciones no contaban con el apoyo de la gran mayoría de los estudiantes de la UBA.

#### Período de la Dictadura de 1976-1983
Durante la dictadura de 1976-1983, autodenominada Proceso de Reorganización Nacional, fueron desaparecidos profesores y estudiantes sin importar su filiación política y aún aquellos que ante la menor sospecha de las autoridades de la intervención eran tildados de subversivos. Además se llevó a cabo una sistemática labor de censura, en la cual se quemaron cientos de miles de libros, entre ellos 90 000 ejemplares de Eudeba.
Avasallando los postulados de la Reforma Universitaria de 1918, se establecieron exámenes de ingreso, reducción de cupos por carreras, arancelamiento, supresión de carreras y reorientación de la matrícula. En el hall de acceso de los establecimientos universitarios se instalaron puestos de vigilancia de la Policía Federal. También se llevaron a cabo numerosos concursos de profesores en el año 1982, regularizando una planta docente que salvo excepciones, no fue impugnada con el retorno a la democracia.

#### Recuperación de la democracia
Recuperada la democracia con el advenimiento de Raúl Alfonsín a la presidencia en 1983, la universidad retomó su forma natural de gobierno conforme el Estatuto Universitario de 1958 y según los principios de la Reforma Universitaria de 1918.
En 1985, se creó el Sistema de Bibliotecas e Información (SISBI), que coordina los servicios bibliotecarios de la universidad y está constituido por dieciocho unidades de bibliotecas. También en este año se creó el Ciclo Básico Común (CBC), que constituye el primer ciclo obligatorio en la formación del estudiante, y un año después se lo reforzó con el programa de educación a distancia UBA XXI.
En 1987, se puso en marcha el Programa de Ciencia y Técnica (UBACYT).
En 1993, se lanzó el programa de becas para docentes "René Hugo Thalmann" con el objetivo de permitir a los profesores realizar pasantías en centros universitarios, y a los docentes estudios en el exterior. Un importante incremento de becas de ayuda económica se logró en 2002 con la creación de las becas Sarmiento.
En el aspecto técnico, en 1991 se procedió a la creación una empresa dedicada a transferencia de tecnología, consultoría y prestación de servicios, UBATEC S.A., de la cual es accionaria la Universidad de Buenos Aires junto con el Gobierno de la Ciudad de Buenos Aires, la Unión Industrial Argentina y la Confederación General de la Industria. En 1996 se lanzó la productora UBA TV, con seis programas de aire. La creación de UBANET S.A. en 1997, conformada por la UBA y Trainet, del grupo Telecom Italia, permitió ofrecer sistemas de formación y capacitación profesional a partir de recursos tecnológicos avanzados.

### SigloXXI

#### Crisis institucional de 2006
A mediados de abril de 2006, hacia el fin del mandato de Guillermo Jaim Etcheverry, debía llamarse a la elección de un nuevo rector. El Consejo Superior de la UBA convocó en cinco oportunidades a la Asamblea Universitaria, pero ninguno de esos encuentros pudo llevarse a cabo debido a la toma de colegios y facultades por parte de la Federación Universitaria de Buenos Aires (FUBA). Uno de los motivos invocados por la FUBA ―respaldada por organismos de Derechos Humanos como las Madres de Plaza de Mayo y por partidos de izquierda― fue la oposición a la candidatura de Atilio Alterini, respaldada por Franja Morada, acusado de colaborar con la dictadura. La FUBA pedía como condición la reforma previa del Estatuto Universitario por considerarlo antidemocrático. La acusación se basaba, entre otros argumentos, en la poca participación de los estudiantes en los órganos de gobierno, la alta cantidad de docentes que no pueden votar en su claustro por no encontrarse regularizados y la exclusión de participación de los trabajadores no docentes.
Durante el intento de sesión, que debía llevarse a cabo el 2 de mayo en la Facultad de Medicina, miembros de la FUBA y estudiantes tomaron dicha facultad, y se generaron forcejeos cuando los activistas estudiantiles se enfrentaron con militantes del gremio de los trabajadores no docentes.
Finalizado el mandato de Jaim Etcheverry el 7 de mayo, asumió el vicerrector Berardo Dujovne, pero su mandato terminó una semana más tarde. En virtud del artículo 101 del Estatuto Universitario asumió temporalmente el rectorado el decano de mayor edad, Alfredo Buzzi. El 29 de mayo, y tras la renuncia de Buzzi, fue sucedido en el cargo por Alberto Boveris. El 31 de mayo, el Consejo Superior nombró vicerrector al exdecano de la Facultad de Veterinaria Aníbal Franco, quien así pasó a desempeñar temporalmente las funciones de rector.
Hacia noviembre de 2006, se anunció una fórmula de consenso entre los distintos sectores. Con apoyos de las trece facultades se anunció que el decano de la Facultad de Ciencias Veterinarias, Rubén E. Hallú, sería rector y que Jaime Sorín, decano de la Facultad de Arquitectura, Diseño y Urbanismo, vicerrector. Sucesivas manifestaciones de la FUBA impidieron el normal funcionamiento del Consejo Superior, órgano encargado de llamar a la Asamblea Universitaria, por lo que en una sesión "de emergencia" se realizó la convocatoria para el 18 de diciembre en el Congreso Nacional. Seguidamente, y tras anunciar la convocatoria de la Asamblea Universitaria, el 12 de diciembre el vicerrector Aníbal Franco solicitó licencia de su cargo.
Finalmente, el 18 de diciembre la Asamblea pudo sesionar en el Salón Azul del Congreso ―lo que generó controversias sobre su validez, puesto que según el Estatuto de la UBA debía realizarse dentro de las instalaciones de la Universidad― y Rubén Hallú fue elegido nuevo rector.

#### 2006-2023
En 2008 la empresa Cavcon S.A. comenzó la construcción del nuevo anexo para el edificio de la Facultad de Ciencias Económicas, inaugurado el 9 de marzo de 2011 por la presidenta Cristina Fernández de Kirchner. Este anexo se integra a los edificios antiguos mediante un patio central, alrededor del que se articulan dos tiras de aulas distribuidas en L, una sobre la Avenida Córdoba y otra sobre la calle Uriburu. En total, el anexo tiene planta baja y seis pisos, e incluyen un salón de usos múltiples en el primer nivel, que suman 8200 m² de superficie cubierta y cuarenta y seis aulas.
En 2011, fue inaugurado el edificio único de la Facultad de Ciencias Sociales en el barrio porteño de Constitución, con capacidad para 15 000 alumnos, 13 400 000 metros cuadrados, sesenta aulas más un auditorio para setecientos espectadores y un subsuelo con trece aulas-estudio pensadas para la enseñanza y la producción audiovisual. Desde 2011 se fueron mudando e incorporando las distintas carreras impartidas por la Facultad a la nueva sede hasta que finalmente el primer cuatrimestre de 2015 encuentra a las cinco carreras funcionando en un mismo lugar. El edificio requirió una inversión de noventa millones de pesos.
En 2014, la UBA quedó primera en un ranking universitario que evalúa la calidad de la educación, por distinciones obtenidas por los estudiantes, calidad de los docentes, en la categoría de países hispanohablantes. Según los resultados del ranking Shanghái 2014, la UBA se posicionó primera en la lista de las universidades hispanohablantes del continente
Por medio de la Resolución de Consejo Superior n.° 16/14 se aprobó la creación del Programa La Universidad para el Siglo XXI.
En 2018 recibió un Premio Konex - Diploma al Mérito otorgado por la Fundación Konex como una de las Instituciones Educativas más importantes de la última década en la Argentina.

#### Gobierno de Javier Milei
En abril de 2024, la universidad se declaró en "emergencia presupuestaria". Las autoridades advirtieron que sólo sería posible continuar la actividad académica hasta mitad del año en curso, pero la situación se agravó y en mayo no funcionaban la electricidad ni el gas. Esto se hizo notar en la Facultad de Medicina, de la que dependen varios hospitales.
El 15 de mayo, en un acuerdo entre el Gobierno de Javier Milei y la Universidad, se dispuso levantar el estado de emergencia presupuestaria, con la transferencia desde el Ministerio de Capital Humano de dos partidas de refuerzo (una de ARS 26 mil millones y la segunda de 35 mil millones). El vicerrector de la Universidad, Emiliano Yacobitti, reconoció la postura del Gobierno y brindó su apoyo al Proyecto de Ley de Bases y Puntos de Partida para la Libertad de los Argentinos aportando tres votos positivos. Su bloque, la Unión Cívica Radical tejió una alianza con el Gobierno libertario a través del ministro del Interior, Guillermo Francos, para el financiamiento educativo en la Ley de Bases a tratarse en el Senado.
En octubre se reintensificó el conflicto, debido al atraso salarial. Las facultades de Ciencias Exactas, Derecho, Medicina, Arquitectura, Ingeniería, Ciencias Sociales, Psicología y Filosofía y Letras fueron tomadas por los estudiantes.
En junio de 2025, se produjo una controversia porque en el subsusuelo de una facultad de la UBA se habría usado como un prostíbulo en el 2001. Esto lo denunció el diputado libertario Bertie Benegas Lynch.

## Rectores
| N.º | Titular                          | Período                                           | Observaciones                  |
| --- | -------------------------------- | ------------------------------------------------- | ------------------------------ |
| 1   | Antonio Sáenz                    | 13 de junio de 1821-25 de julio de 1825           |                                |
| 2   | José Eugenio de Elías            | 25 de octubre de 1825-10 de abril de 1826         | Vicerrector                    |
| 3   | Valentín Gómez                   | 10 de abril de 1826-23 de agosto de 1830          |                                |
| 4   | Santiago Figueredo               | 23 de agosto de 1830-22 de febrero de 1832        |                                |
| 5   | Paulino Gari                     | 13 de diciembre de 1832-noviembre de 1849         |                                |
| 6   | Miguel García                    | noviembre de 1849-26 de junio de 1852             |                                |
| 7   | José Barros Pazos                | 1 de julio de 1852-5 de mayo de 1857              |                                |
| 8   | Antonio Cruz Obligado            | 9 de mayo de 1857-marzo de 1861                   |                                |
| 9   | Juan María Gutiérrez             | 1 de abril de 1861-3 de octubre de 1873           |                                |
| 10  | Vicente Fidel López              | 15 de febrero de 1874-12 de junio de 1877         |                                |
| 11  | Manuel Quintana                  | 12 de junio de 1877-26 de enero de 1881           |                                |
|     | Nicolás Avellaneda               | febrero de 1881-25 de noviembre de 1885           |                                |
| 12  | Leopoldo Basavilbaso             | diciembre de 1885-1 de marzo de 1906              |                                |
| 13  | Eufemio Uballes                  | 1 de marzo de 1906-1 de marzo de 1922             |                                |
| 14  | José Arce                        | 1 de marzo de 1922-1 de marzo de 1926             |                                |
| 15  | Ricardo Rojas                    | 2 de marzo de 1926-1 de marzo de 1930             |                                |
| 16  | Enrique Butty                    | 1 de marzo de 1930-11 de diciembre de 1930        |                                |
| 16  | Benito Nazar Anchorena           | 16 de diciembre de 1930-1 de junio de 1931        | Interventor                    |
| 17  | Mariano Castex                   | 1 de junio de 1931-9 de marzo de 1932             |                                |
| 18  | Ángel Gallardo                   | 11 de mayo de 1932-9 de abril de 1934             |                                |
| 19  | Vicente Gallo                    | 11 de mayo de 1934-11 de mayo de 1941             |                                |
| 20  | Coroliano Alberini               | 12 de mayo de 1941-16 de octubre de 1941          |                                |
| 21  | Carlos Saavedra Lamas            | 17 de octubre de 1941-30 de julio de 1943         |                                |
| 22  | Alfredo Labougle                 | 31 de julio de 1942-1 de noviembre de 1943        | Vicerrector                    |
| 23  | Emilio Ravignani                 | 2 de noviembre de 1943-4 de noviembre de 1943     | Interventor                    |
| 24  | Tomás Casares                    | 4 de noviembre de 1943 - 9 de marzo de 1944       | Interventor                    |
| 25  | David Arias                      | 10 de marzo de 1944-18 de mayo de 1944            | Interventor                    |
| 26  | Carlos Obligado                  | 19 de mayo de 1944-31 de agosto de 1944           | Interventor                    |
| 27  | Nicolás Matienzo                 | 1 de septiembre de 1944-30 de octubre de 1944     | Secretario general a cargo     |
| 28  | Carlos Waldorp                   | 30 de octubre de 1944-16 de febrero de 1945       | Interventor                    |
| 29  | Antonio J. Benítez               | 17 de febrero de 1945-14 de marzo de 1945         | Comisionado                    |
| 30  | Salvador Oría                    | 15 de marzo de 1945-26 de abril de 1945           | Vicerrector                    |
| 31  | Horacio Rivarola                 | 27 de abril de 1945-2 de mayo de 1946             |                                |
| 32  | Nicolás Matienzo                 | 2 de mayo de 1946-2 de mayo de 1946               | Secretario general a cargo     |
| 33  | Oscar Ivanissevich               | 4 de mayo de 1946-5 de junio de 1949              | Interventor                    |
| 34  | Fernando Bustos                  | 6 de agosto de 1946-2 de septiembre de 1946       | Vicerrector Interventor        |
| 35  | Agustín Nores Martínez           | 3 de septiembre de 1946-20 de septiembre de 1946  | Por delegación del interventor |
| 36  | Fernando Bustos                  | 21 de septiembre de 1946-24 de enero de 1947      | Vicerrector Interventor        |
| 37  | Carlos Emery                     | 3 de febrero de 1947-19 de agosto de 1947         | Vicerrector Interventor        |
| 38  | Julio Otaola                     | 20 de agosto de 1947-5 de junio de 1949           | Vicerrector Interventor        |
| 39  | Julio Otaola                     | 6 de junio de 1949-12 de junio de 1952            |                                |
| 40  | Carlos Bancalari                 | 13 de junio de 1952-16 de octubre de 1953         |                                |
| 41  | José Fernández Moreno            | 17 de octubre de 1953-3 de noviembre de 1953      | Vicerrector                    |
| 42  | Jorge Alberto Taiana             | 4 de noviembre de 1953-3 de junio de 1955         |                                |
| 43  | Ernesto Crámer                   | 4 de junio de 1955-31 de julio de 1955            |                                |
| 44  | Ernesto Cholvis                  | 1 de agosto de 1955-26 de septiembre de 1955      |                                |
| 45  | Junta Provisoria de Gobierno     | 27 de septiembre de 1955-30 de septiembre de 1955 |                                |
| 46  | José Luis Romero                 | 1 de octubre de 1955-31 de diciembre de 1955      |                                |
| 47  | José Babini                      | 1 de enero de 1956-19 de febrero de 1956          |                                |
| 48  | Alejandro Ceballos               | 5 de mayo de 1956-27 de diciembre de 1957         |                                |
| 49  | Risieri Frondizi                 | 27 de diciembre de 1957-28 de diciembre de 1962   |                                |
| 50  | Julio H. G. Olivera              | 28 de diciembre de 1962-18 de marzo de 1965       |                                |
| 51  | Hilario Fernández Long           | 26 de marzo de 1965-29 de julio de 1966           |                                |
| 52  | Luis Botet                       | 11 de agosto de 1966-7 de febrero de 1968         |                                |
| 53  | Raúl Devoto                      | 7 de febrero de 1968-24 de julio de 1969          |                                |
| 54  | Andrés Santas                    | 25 de julio de 1969-21 de julio de 1971           |                                |
| 55  | Bernabé Quartino                 | 22 de julio de 1971-29 de enero de 1973           |                                |
| 56  | Carlos Alberto Durrieu           | 29 de enero de 1973-30 de mayo de 1973            |                                |
| 57  | Rodolfo Puiggrós                 | 29 de mayo de 1973-2 de octubre de 1973           | Interventor                    |
| 58  | Enrique Martínez                 | 7 de septiembre de 1973-2 de octubre de 1973      | Interventor                    |
| 59  | Ernesto Villanueva               | 4 de octubre de 1973-28 de marzo de 1974          |                                |
| 60  | Vicente Solano Lima              | 28 de marzo de 1974-25 de julio de 1974           | Normalizador                   |
| 61  | Raúl Laguzzi                     | 25 de julio de 1974-17 de septiembre de 1974      |                                |
| 62  | Alberto Ottalagano               | 17 de septiembre de 1974-26 de diciembre de 1974  | Interventor                    |
| 63  | Eduardo Mangiante                | 27 de agosto de 1975-12 de febrero de 1976        | Normalizador                   |
| 64  | José Alocén                      | 12 de febrero de 1976-24 de marzo de 1976         |                                |
| 65  | Capitán de navío Edmundo E. Said | 29 de marzo de 1976-6 de agosto de 1976           |                                |
| 66  | Alberto Costantini               | 6 de agosto de 1976-14 de septiembre de 1976      |                                |
| 67  | Sol Rabasa                       | 14 de septiembre de 1976-25 de febrero de 1977    |                                |
| 68  | Luis Carlos Cabral               | 25 de febrero de 1977-31 de agosto de 1978        |                                |
| 69  | Alberto V. Donnes                | 31 de agosto de 1978-23 de noviembre de 1978      |                                |
| 70  | Lucas Lennon                     | 24 de noviembre de 1978-20 de noviembre de 1981   |                                |
| 71  | Alberto V. Donnes                | 20 de noviembre de 1981-28 de diciembre de 1981   |                                |
| 72  | Alberto Rodríguez Varela         | 28 de diciembre de 1981-23 de diciembre de 1982   |                                |
| 73  | Carlos Segovia Fernández         | 23 de diciembre de 1982-27 de diciembre de 1983   |                                |
| 74  | Francisco Delich                 | 26 de diciembre de 1983-19 de marzo de 1985       | Normalizador                   |
| 75  | Oscar Julio Shuberoff            | 19 de marzo de 1985-6 de mayo de 2002             |                                |
| 76  | Guillermo Jaim Etcheverry        | 7 de mayo de 2002-7 de mayo de 2006               |                                |
| 77  | Berardo Dujovne                  | 8 de mayo de 2006-15 de mayo de 2006              | Vicerrector                    |
| 78  | Alfredo Buzzi                    | 16 de mayo de 2006-29 de mayo de 2006             | Interino                       |
| 79  | Alberto Boveris                  | 29 de mayo de 2006-31 de mayo de 2006             | Interino                       |
| 80  | Aníbal Franco                    | 31 de mayo de 2006-18 de diciembre de 2006        | Vicerrector                    |
| 81  | Rubén E. Hallú                   | 18 de diciembre de 2006-4 de diciembre de 2013    |                                |
| 81  | Alberto Edgardo Barbieri         | 5 de diciembre de 2013-1 de agosto de 2022        |                                |
| 82  | Ricardo Gelpi                    | 1 de agosto de 2022-                              | Actualmente en el cargo        |

## Radio UBA
La Radio Universidad de Buenos Aires se encuentra en la frecuencia de fm 87.9 MHz. Su lema «El saber, está en el aire» se destaca por la gran cantidad de contenidos académicos y de interés social que trata. El 20 de diciembre de 2005 se puso en el aire. Por resolución 1053 del AFSCA (publicada el 15 de septiembre de 2011 en el Boletín Oficial), fue autorizado el cambio de frecuencia a la actual 87.9 MHz, junto con un aumento de potencia (pasó de tener Categoría G a Categoría E)
La emisora fue concebida como medio público. Presenta una programación complementaria de las frecuencias comerciales y sus contenidos introducen a temáticas de relevancia social e interés colectivo. Se propone vincular los saberes de los graduados, docentes y estudiantes que integran la comunidad académica de las trece facultades de la Universidad de Buenos Aires. Emite producción propia todos los días las 24 horas. También coproduce con distintas unidades académicas de la Universidad programas de divulgación científica y de expresión cultural. A su vez, los estudiantes pueden acceder a espacios mediante concursos. El primer concurso de este tipo se realizó en julio de 2009.